# Arte académico en Brasil

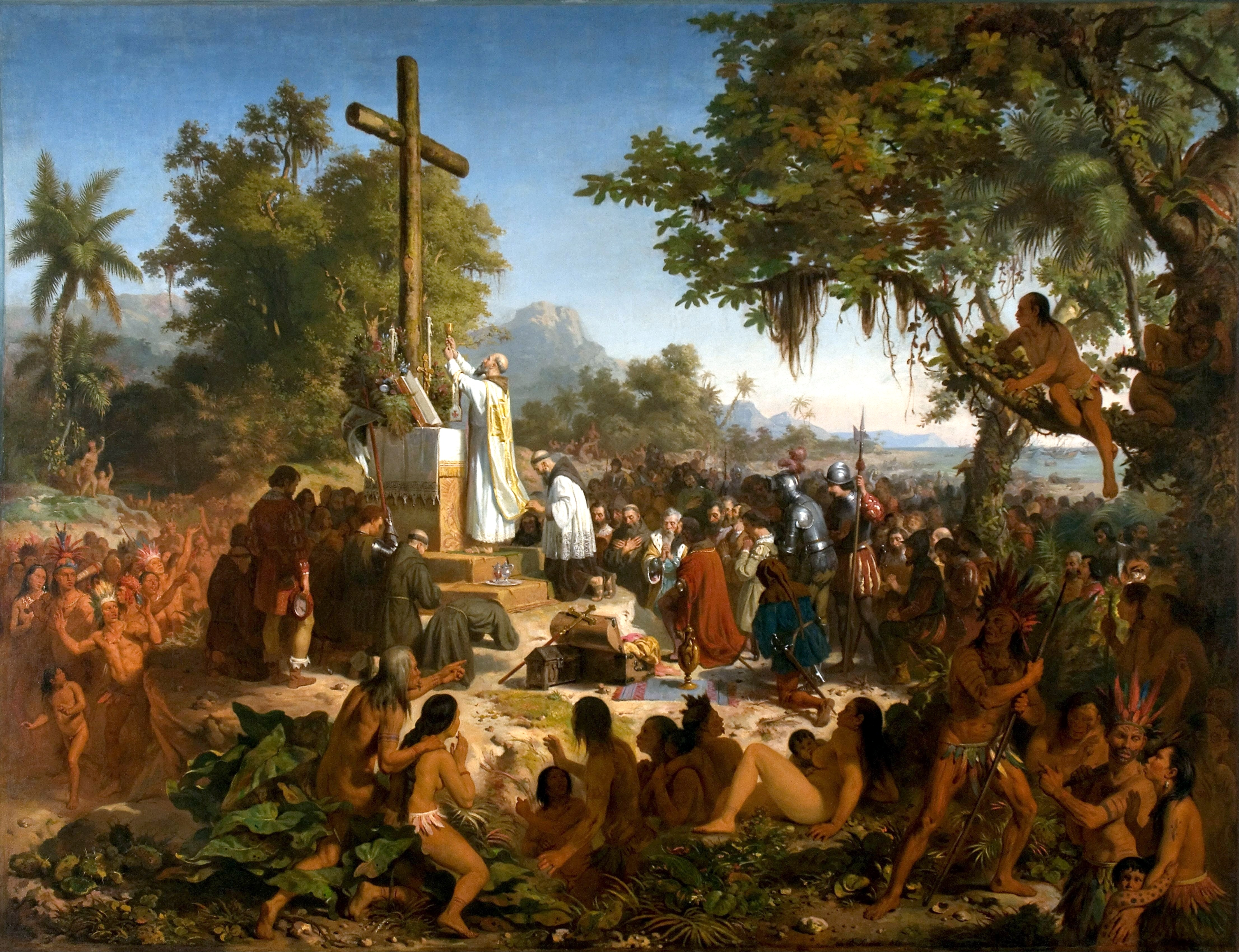
Victor Meirelles: La primera misa en Brasil, 1861, Museo Nacional de Bellas Artes de Brasil.

El academicismo en Brasil fue una expresión institucionalizada de todo el sistema artístico que prevaleció en el país desde el inicio del siglo XIX y duró hasta comienzos del XX. Se basaba en principios académicos artísticos europeos. Nació con la Escuela real de ciencias, artes y oficios; fundada en 1816 por el rey Juan VI de Portugal, incentivado por la Misión artística francesa, floreció como la Academia imperial de Bellas artes y el mecenazgo de Pedro II de Brasil; y finalizó con la incorporación de su sucesora republicana la Escuela nacional de Bellas artes, por la Universidad ferderal de Río de Janeiro en 1931.
Se trata, en sentido estricto, más que de un estilo específico, de un método de enseñanza superior artística profesionalizante, equivalente a la enseñanza universitaria moderna. En Brasil este sistema fue introducido en el periodo de vigencia del Neoclasicismo, estilo que fue uno de los principales motores difusores y después absorbió estéticas románticas, realistas simbolistas y otras que marcan la pauta para el cambio del siglo XIX al XX, expurgando de ellas lo que no se encuadrase en la formalidad de la Academia.
La estrecha relación entre el arte académico brasileña con el poder constituido amplió el significado del término, haciendo del Academicismo nacional tanto un sistema pedagógico como un movimiento filosófico y un acto político, como un laboratorio para la formación de importantes símbolos identitarios nacionales y una vitrina para su divulgación, contribuyendo a convertir su tiempo de vigencia en uno de los más ricos complejos, animados e interesantes de la historia artística brasileña. Su pujante legado en el arte permanece significativo hasta los días de hoy. Aunque el término se aplica más comúnmente en la historia del Arte brasileña para el periodo mencionado, el sistema pedagógico académico sobrevivió a los atropellos modernistas y de las corrientes vanguardistas del siglo XX, aunque ahora se tenga modificado, insertado en ambientes escolares artísticos de las modernas universidades que hoy producen y teorizan el arte en alto nivel y son hija directas de la escuela fundada por Juan VI y los franceses.

## El modelo académico europeo en el contexto brasileño

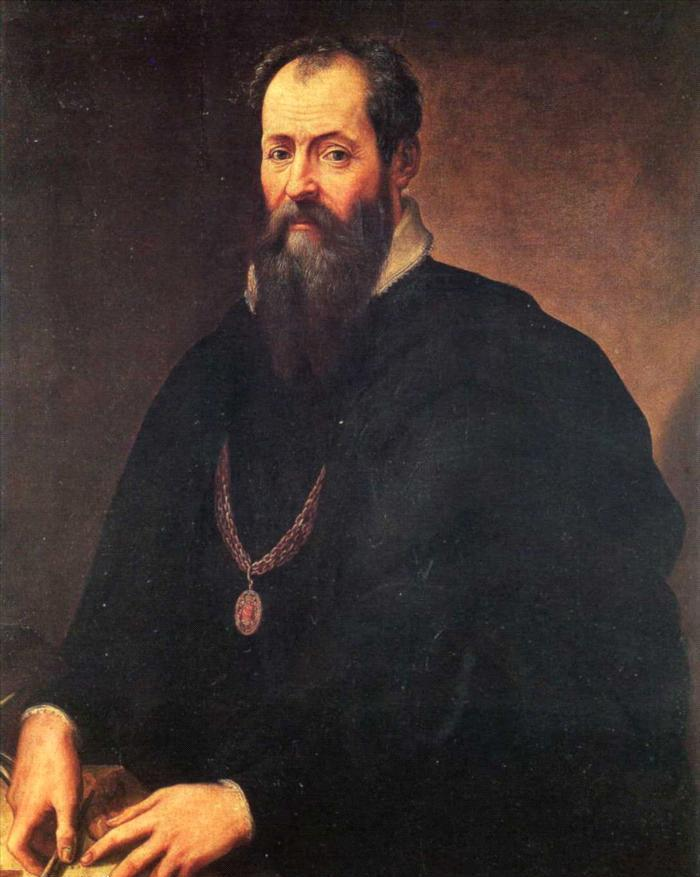
Giorgio Vasari: Autorretrato

Las academias artísticas nacieron en el bajo Renacimiento. Antes, la producción artística ocurría a través de corporaciones artesanales y de talleres colectivos o gremiales, y el aprendizaje en esas asociaciones, que muchas veces tenían un carácter identitario de clase, acontecía de modo esencialmente informal. No había aulas regulares, ni una metodología sistemática. Procurando organizar ese sistema y elevar el nivel artístico de una función artesanal cualificada para un oficio liberal, fundose en Florencia en 156, por iniciativa de Vasari y la protección de Cosme de Médici, la Academia de diseño. Inicialmente ofrenciendo apenas palestras tteóricas y aulas de anatomía, y una práctica no muy diferenciada de una gremial como las otras luego la Academia de diseño convirtiose en una institución educativa respetada, responsabilizándose por el entrenamiento de pintores, escultores arquitectos y transformándose en una especie de instancia gubernamental para todos los asúntos de obras públicas de la ciudad. En 1593 fundose en Roma la Academia de san Luca, con una organización más objetiva y un cronograma de clases más consistente. Consolidándose como la experiencia dos años, el sistema educativo académico tornóse bastante normalizado, basado en principios prácticos y teóricos, incluyendo diseño de observación y copias de modelos consagrados, geometría, anatomía y perspectiva, historia y filosofía. Adoptando la idea de que el arte puede ser enseñada, transmitida en su plenitud y que el talento apenas no conducía a lugar ninguno sin un entrenamiento disciplinado y metódico quedaba problematizado a la noción de originalidad pero también se distinguía de la artesanía, por situar al artista en una esfera superior, a la del intelectual y profesional liberal. Para los académicos, el punto de partida era la tradición y acreditaban que, esperándose las obras maestras consagradas se dotasen los mismos presupuestos teóricos y técnicos, alcanzarían el mismo nivel de calidad.

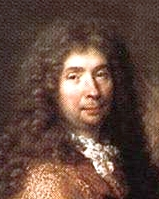
Charles Le Brun.

Siguiendo el ejemplo italiano, en 1648 se fundó en París la Academia real de pintura y escultura, con el mismo propósito de enseñar arte como una profesión liberal. Con un apoyo financiero estatal a través de Colbert y bajo la dirección de Le Brun, la academia francesa asumió el control de casi toda la producción artística francesa, y ejerció gran influencia sobre toda Europa. Se desenvolvió en un concepto de ortodoxia estética apoyada por el estado, que conquistó el monopolio de enseñanza y de exposiciones un abordaje que fue especialmente útil y marcado durante el Neoclasicismo. Y de estas fuente viene el academicismo brasileño. Así, el Academicismo no es tanto un estilo específico, pues académicos hubo desde el siglo XVI, pasando por todos los estilos sucesivos - Renacentista, Manierista, Barroco, Neoclásico - mas trátase de un sistema de enseñanza dirigido por criterios pedagógicos y estéticos tradicionales y formalizados en términos de «artista académico" significaba simplemente aquel que ingresó y fue entrenado en una de las academias artísticas.

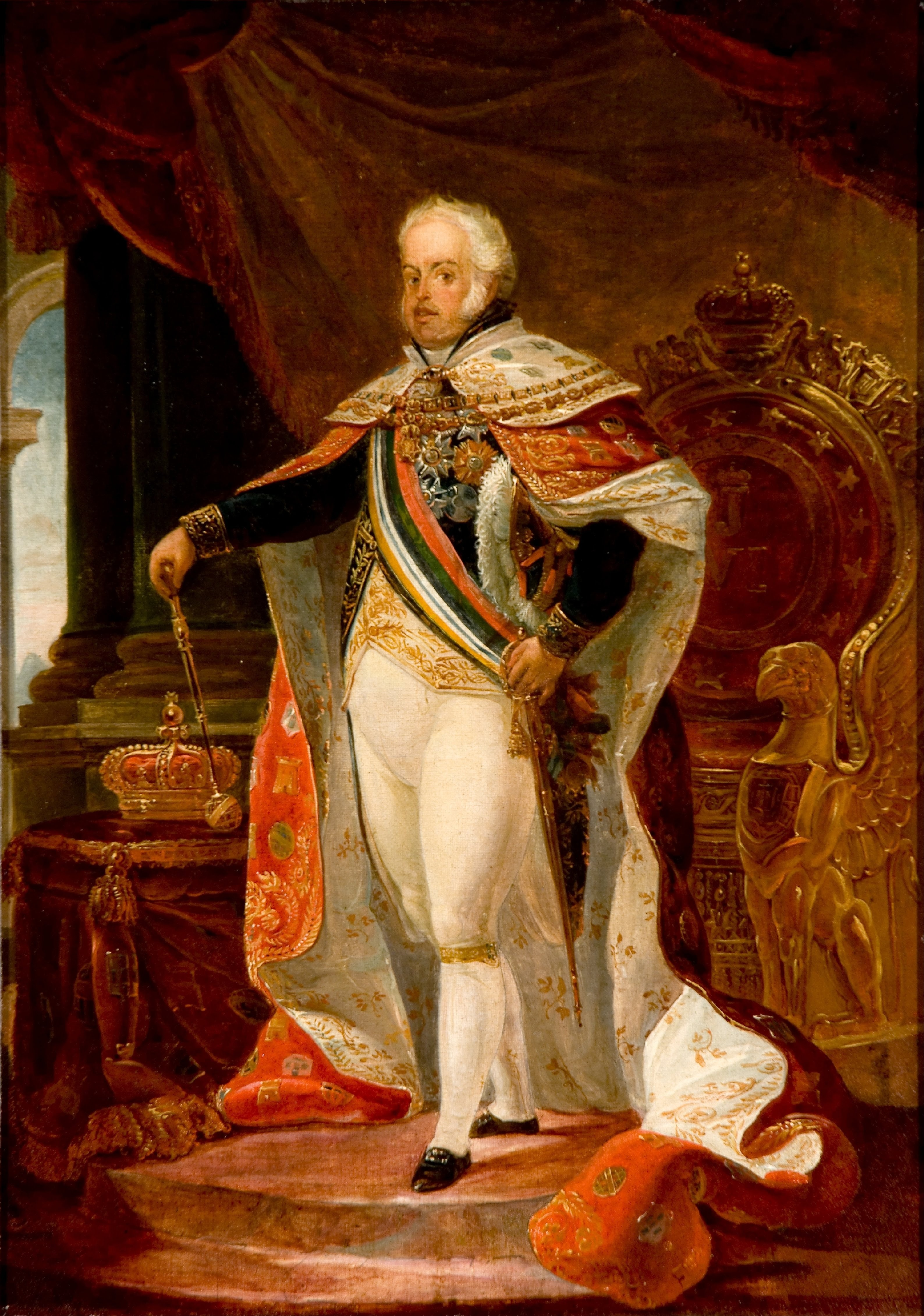
Debret: Juan VI en trajes de su reconocimiento, 1816. MNBA.

Hasta principios del siglo XIX, enseñanza artística brasileña sucedía de modo principalmente informal, en las oficinas de los artistas y sus discípulos.  El estado subvencionaba apenas una modesta escuela el Aula regia de diseño y figura, fundada en 1800 en Río de Janerio y dirigida por M. Dias de Oliveira. La transferencia cortesana para Brasil en 1808 generó profundas modificaciones sociales e institucionales en el país, hasta entonces una colonia de economía minera y agraria. Fueron reorganizadas las instituciones, los servicios públicos, la administración en general, y sentíase la necesidad de actualizar el Brasil con las corrientes culturales más avanzadas que se desarrollaban en la Europa de la época; al mismo tiempo, había seria carencia de profesionales preparados para atender la creciente demanda de artífices y maestros en varias especialidades técnicas, como la arquitectural, el urbanismo y la ingeniería, profesiones superpuestas según costumbre de la época y que se enseñaban muchas veces en los cursos de  arte y que serían valiosas para la industrialización y modernización de la colonia luego elevada a condición de Reino Unido de Portugal, Brasil y el Algarve. Así, la institución de una academia artística brasileña atendería a diversas necesidades prácticas y culturales.

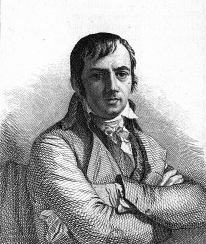
Joachim Lebreton

En este escenario de veloces transformaciones, llegó al país oportunamente en 1816 la misión artística francesa, proponiendo la institución de una escuela artística inspirada en el modelo de la respetada academia neoclásica francesa. Su proyecto envolvía la creación de cursos formativos graduados tanto para futuros artistas como para técnicos en actividades auxiliares como entre otras el modelado, la decoración, la carpintería. Joachim Lebreton, director de la misión e ideador del proyecto, sistematizaba el proceso y los criterios de evaluación y aprobación de los alumnos, el cronograma y currículo de las aulas, sugería formas de aprovechamiento público de los formados y proyectaba la ampliación de colecciones oficiales con sus obras, discriminaba los recursos humanos y materiales necesarios para el buen funcionamiento escolar. Lebreton, reconociendo pragmáticamente que la gran arte continuaría incluso en un mundo trasformado por la Revolución francesa, cambiando apenas las monarquías por las burguesías enriquecidas. Proponía no obstante un proyecto basado en una tradición de significativa antigüedad, pero eminentemente práctico y tenía una eficacia comprobada por el tiempo, y que aquel momento era inédito en Brasil, incluso en Portugal. Acogida inmediatamente por Juan VI, esta propuesta condujo a la fundación de la Escuela real de ciencias, artes y oficios. Creábanse las condiciones iniciales para el nacimiento de un nuevo sistema artístico brasileño, que estaría inherentemente ligado al funcionamiento de la academia como institución. Mientras, la escuela se enfrentaría a serias dificultades iniciales y tardaría por lo menos diez años para establecerse y entrar en funcionamiento definitivo, conduciendo a su reapertura el cinco de noviembre de 1826, en presencia del emperador Pedro I, como Academia imperial de bellas artes.

### La academia de Lebreton
El Academicismo representó una revolución de los métodos brasileños de pedagogía artística, constituyendo la vanguardia de la época. Alfonso Taunay sintetizó su significado al decir que: «el empirismo, o automatismo de los procesos corrientes de aprendizaje artístico y profesional, sustituyeron una metodología. Terminaba la época antididáctica e iniciábase la de carácter didáctico. En la pintura –lo antiguo, la mitología y la historia sustituirán la obra casi exclusivamente sagrada de los "santeros" pictóricos de la colonia y el bajo virreinato».
En cuanto al método, la enseñanza se desarrollaría según el proyecto inicial de Lebreton, en las siguientes etapas:
- Diseño general y copia de modelos de los maestres, para todos los alumnos;
- Diseño de cuerpos y de naturaleza, y elementos de modelado para escultores;
- Pintura académica con modelos vivos para pintores; escultura con modelos vivos para escultores, y el estudio en el taller de maestros grabadores y di dibujantes para los alumnos de esas especialidades.

Para la arquitectura habría también tres etapas divididas en teóricas y prácticas:
- En la teoría:
  - Historia arquitectónica a través del estudio de los antiguos,
  - Construcción y perspectiva, y
  - Estereotomía.

- En la práctica:
  - Diseño,
  - Copia de modelos y estudio dimensional, y
  - Composición

Al mismo tiempo, Lebreton preveía la educación de artífices auxiliares con la introducción de cursos técnicos. Su plano era extensivamente detallado, tratando los cronogramas y el currículo, del funcionamiento de las aulas, del aprovechamiento de los discentes y la creación de una pinacoteca. Sábese que tales líneas directivas no fueron llevadas a cabo en la primera instalación de la Academia Imperial. Lebreton luego murió y fue sustituido por Henrique da Silva, férreo opositor de los franceses, que suprimió cursos técnicos, deplorando Debret el rumbo que las cosas tomaban, llevando «la enseñanza de la Academia a sucumbir en los errores y vicios del antiguo régimen».

### Estabilidad

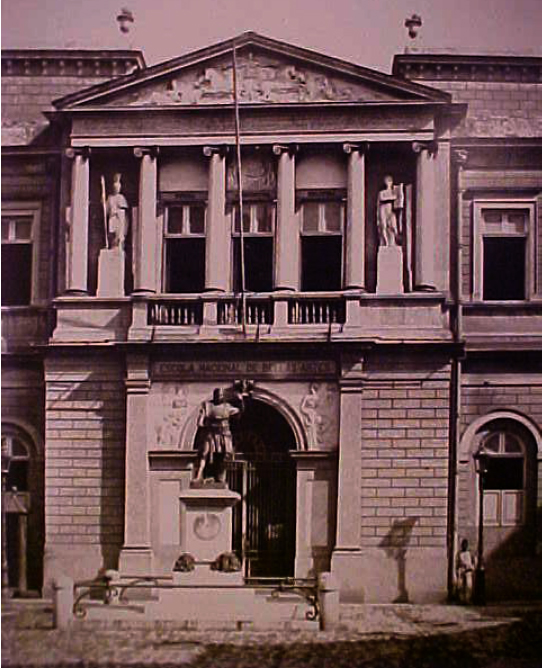
Grandjean de Montigny: El pórtico de la antigua Academia Imperial

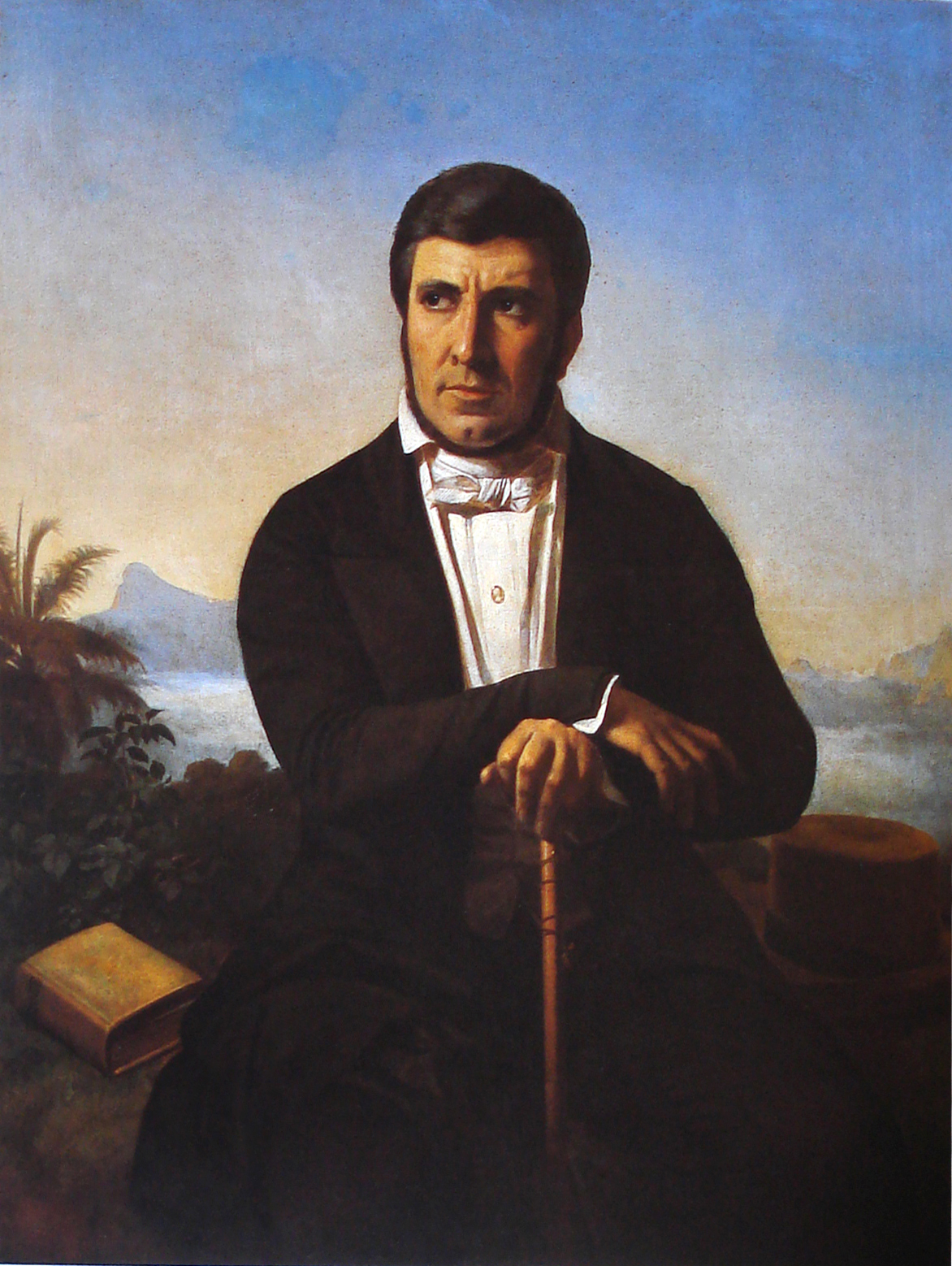
Ferdinand Krumholz: Retrato de Manuel de Araújo Porto-Alegre, 1848. MNBA

La fórmula de Lebreton era abarcadora ya orientó el funcionamiento práctico de la Academia imperial a lo largo de toda su existencia, y el estudio del academicismo en Brasil está vinculado al conocimiento de la historia de esa institución, el centro de irradiación de un nuevo sistema pedagógico y la producción de arte que inaría sobre todo el país, tomada como modelo para la instauración de cursos semejantes en otros lugares. Aquella fórmula, sin embargo, nunca pudo implementarse completamente. La Reforma lino continho, de 1831, de hecho apenas reafirmó la doble vocación de la escuela como centro preparativo de artistas y artesanos preconizada por el francés después de un inicio de funcionamiento parcial. Esa reforma fue la directriz básica de la gestación de Félix Taunay, hijo de Nicolas Antoine Taunay, que volverá a Francia desilusionado con las demoras e intrigas que rodeaban el proyecto. Taunay organizó la biblioteca académica y tradujo fuente extranjeras de referencia teórica instituyó los premios de perfeccionamiento a través de bolsas de estudio y organizó las Exposiciones generales, aunque tampoco amparó los cursos técnicos.
Como la estabilidad político-social del segundo reinado, y como el constante apoyo del nuevo emperadorPedro II de Brasil la Academia imperial inició un ciclo de prosperidad, pero nunca fue un local pacífico. Siempre sufrió con diversas carencias de infraestructura. Óbviabanse las quejas sobre el bajo nivel instructivo general de los alumnos y de sus productos artísticos supuestamente pocos y débiles y sus ya legandarias disputas administrativas y estético pedagógicas, tanto internas como externas, lo que sería de esperar para una propuesta que veía como el objetivo de fundar todo un nuevo sistema artístico y suprimir prácticas antiguas y arraigadas bien diferentes. Entre flaquezas y sucesos, la Academia imperial centraba las atenciones prosperaba y se hacía cada vez más presente en la escena artística carioca, y por extensión, brasileña, una vez que pasó a desempeñar un papel decisivo en la dirección de los rumbos artísticos nacionales. A lo largo de dos años la institución fue creciendo e intentando priorizar sus prácticas, varias veces reestructurando o perfeccionando el currículo e instituyendo los premios de viaje con bolsas de perfeccionamiento en el exterior. La segunda mitad del siglo el sistema académico alcanzó su auge, cuando la estructura administrativa y la enseñanza de la Academia imperial se estabilizaron, una sucesión de alumnos y maestres notables frecuentaron sus clases y la escena artística pasó a contar una con una creciente y dinámica participación de artistas extranjeros que muchas veces venían ya con un bagaje de estudios completos en academias europeas y contribuían dando clases, como fue el caso de François-René Moreau y de Georg Grimm, o que fueron entrenados en la propia Academia Imperial y después se tornaron figuras relevantes, como Augusto Müller y Giovanni Battista Castagneto.
Mas a esas alturas una serie de críticas exigían una actualización de la escuela. Manuel de Araújo Porto-Alegre asumió la dirección a partir de 1854, proponiendo una nueva reforma curricular y pedagógica, la llamada Reforma Pedreira. Conforme prueba su discurso inaugural, era perfectamente consciente de las limitaciones culturales e infraestructurales de Brasil e intentó reestructurar el sistema productivo artístico sedimentando su base:

No vengo con deseos infundados, ni con la vanidad de ostentar exposiciones públicas en un país nuevo, en el cual la riqueza y la aristocracia no llamaron a las bellas artes para adornar sus blasones y liberalidades. Todos sabemos que las exposiciones artísticas sólo brillan en aquellos países en que se compran estatuas y cuadros originales, y donde continuamente el arquitecto planea edificios que se ejecutarán en la plaza pública. Todos saben que únicamente sus Majestades son quienes compran objetos de arte en las exposiciones… nuestra misión será de un orden más modesto, pero más útil y más necesaria en la actualidad: antes del artista debe prepararse el buen artesano, así como antes de este ya debe de existir el necesario artesano.
Manuel de Araújo Porto-Alegre

Al mismo tiempo tenía altos objetivos para la formación de los artistas. En sesión solemne de septiembre de 1855 propuso sus «30 puntos artísticos para ser desenvueltos por los señores miembros de la Academia, muchos de carácter filosófico y no meramente administrativos, evidenciando que el sistema como un todo ya estaba bien establecido y podía reflexionar sobre sí mismo. Aráujo fue dinámico, tenía ideas modernas y retomó principios de Lebreton que habían sido negligenciados, como la preocupación con los cursos técnicos, creando diversas nuevas cátedras –diseño geométrico, diseño industrial, amplió el edificio de la Academia para acomodar la pinacoteca, enfatizó la importancia educativa general de los artistas y de su contribución para la formación de una nación progresista, y consiguió una extensión en la duración de las bolsas de estudio. También fue un defensor incansable de la formulación de un vocabulario formal que reflejase la realidad y las características distintivas de la naturaleza y el pueblo brasileños y no fuese apenas una transposición de soluciones programadas por el estilo europeo. Su programa y sus propias críticas a colegas docentes despertaron fuerte oposición entre sectores conservadores, haciendo que su mandato fuese breve –dimitió en 1857– pero sus innovaciones orientaron el funcionamiento de la academia hasta la república. Después fue elogiado incluso por Gonzaga Duque, un conocido crítico de la Academia.

## La enseñanza artística
Para la elaboración y juicio de una obra o sistema académico se pautaba por rigurosos preceptos técnico formales que, para ser atendidos, exigían profundos conocimientos de anatomía, perspectiva y técnicas específicas de cada modalidad artística. Tales conocimientos eran sistematizados gradualmente y su asimilación probada periódicamente en bancas de jurados, a través de presentaciones de piezas de prueba, obras compuestas específicamente para atestiguar el progreso del alumno. El proceso llevaba diversos años para completarse, exactamente como es el sistema académico actual, en el sentido universitario, formando al profesional en un nivel superior.

La tradición neoclásica consagraba el modelo analítico que tenía en el profesor un observador y orientador atento. Sin descuidar la atención a la libertad creadora del alumno, el maestre debería conducirlo en la valoración de la necesidad de las reglas, de la belleza ideal, de la gracia, de la harmonía compositiva, del buen gusto. En ese sentido, el conocimiento de la historia sagrada, la mitología clásica y los símbolos eran esenciales en el ejercicio de las composiciones alegóricas y para la formación general del alumno.
Cybele Fernandes

Segúen Manoel de Araújo Porto-Alegre, el cuerpo teórico que orientaba la enseñanza académica debía mucho a la noción de interdependencia artística entre sí y con las humanidades, donde la literatura y la retórica desempeñaban un papel importante. En el modelo francés, parte de la enseñanza era tomándose una obra como tema de una lección, a partir de la cual un preceptor discurría sobre sus cualidades y defectos técnicos, sobre su linaje estilístico y sobre sus significados y referencias para el universo cultural como un todo. Por ejemplo, muchos de los tratados pictóricos eran basados en obras sobre retórica, pues este arte de la oratoria buscaba atraer la atención de la audiencia y convercerla del punto de vista defendido en el discurso. El buen orador hacía uso de una serie de figuras de lenguaje, de una gestualidad eficiente, de expresiones cuidadosamente seleccionadas en el rostro y por veces se varía hasta incluso de los trajes que vestía, recurriendo a todos los recursos para intentar formar en la platea un panorama sobre el tema tratado que tenía mucho carácter dramático teatral y de una visualización mental. Buena parte de ese repertorio lingüístico verbal y de escenificación fue traspuesto directamente para las artes visuales, y dio origen a una iconografía padronizada que con el tiempo se tornó en elementos básicos del lenguaje visual, así como las palabras o el sonido del discurso hablado, siendo comprendidos por todos sin dificultad y cargando automáticamente la lectura de cada personaje pintado o esculpido de determinada manera para un significado convencional preestablecido.

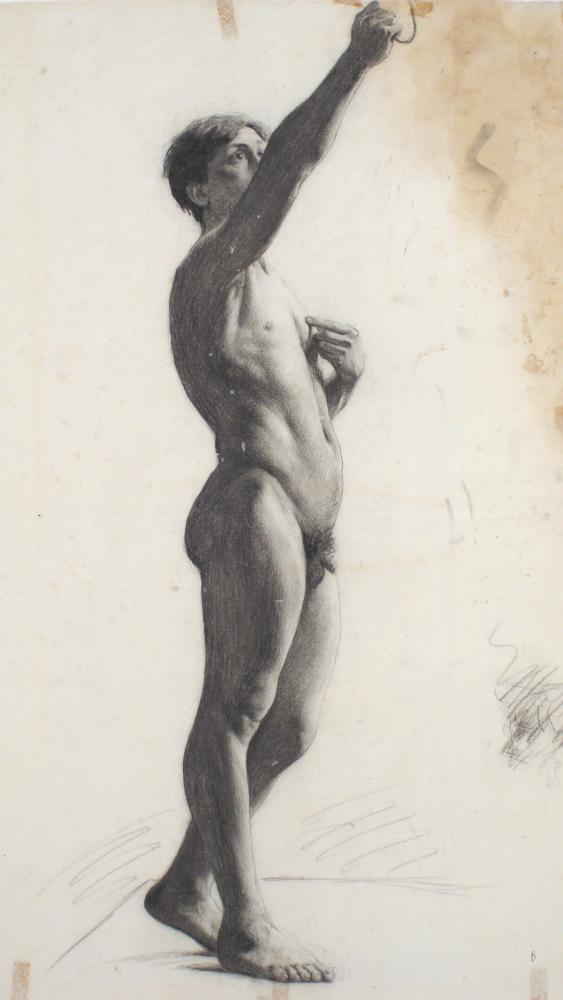
Pedro Weingärtner: Estudo, 1878. Pinacoteca Barão de Santo Ângelo

Para la práctica artística, el exhaustivo estudio corporal humano y el cabal inio de sus representaciones en todas posiciones y expresiones eran requisitos para el éxito del artista académico. Para el pintor más allá del cuerpo debería ser capaz de crear la iluisón de un espacio real donde sus personajes se moverían, y la conquista de verosimilitud en una pintura al óleo - la técnica pictórica academicista típica – y hasta hoy un proceso largo y complejo, que además de talento artístico necesita de mucha preparación en geométrica, química y física práctica, por ejemplo. para el escultor yu el arquitecto había preparaciones específica,s con la inclusión de varios otros saberes técnicos y ciencias como por ejemplo la fundición y la ingeniera, respectivamente. 

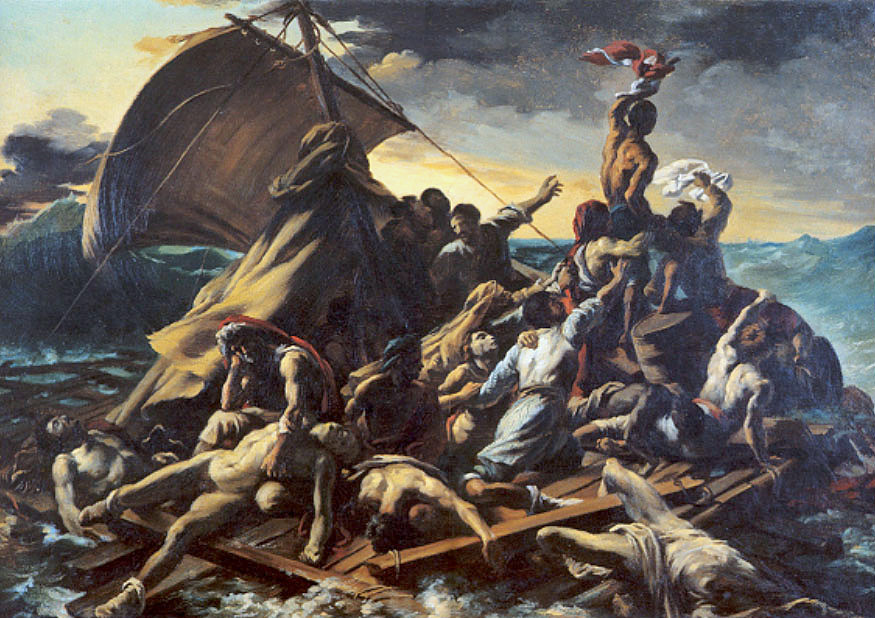
Théodore Géricault: A balsa da Medusa, copia realizada por Victor Meirelles cuando era estudiante en Europa. Museu Victor Meirelles

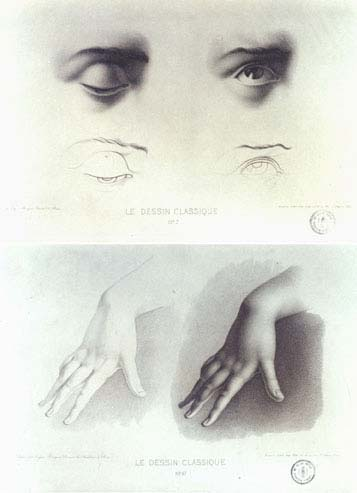
Estudio ocular y manual, grabado,. Uno de los innúmeros modelos gráficos importados para el estudio de los alumnos. Museo Juan VI

Para la maestría en cualesquiera de las artes suparcitadas o el diseño era básico, sin el nada era posible. Había cursos de diseño geométrico, diseño ornamental, diseño de estatuas, de elementos naturales, de elementos arquitectónicos y por fin, coronándolos todos, el diseño de modelos vivos, capacitando al alumno para representar las escenas, grupos ys panoramas complejos que se esperaban de él en el futuro, en la pintura, grabado y escultura. Para un mejor aprendizaje existían diversas colecciones de ítems auxiliares: diseños y estampas de maestros europeos, moldes de partes corporales humanas, diseños de cuerpos desnudos, en detalle y completos, en las más diversas posiciones, copias de telas o estatuas célebres, pues un elemento pedagógico era la práctica de copias, tanto de obras antiguas famosas como de autores modernos consagrados, divulgadas a través de esas reproducciones. Conforme decía Victor Meirelles, cuando el profesor de la cátedra de pintura hisótica, en su presentación del programa:

Los alumnos que frecuentaren el primer año de esta clase deberán comenzar el estudio pictórico copiando los bustos y los grupos de yeso, ejercitándose después en el estudio de Naturalezas muertas, estudios esos que mucho contribuirán no sólo a que los alumnos comprendan los efectos del claroscuro y la perspectiva, como para el arreglo y distribución de los diferentes objetos compositivos, ejercitándose también, de este modo, en el estudio del colorido.
Manoel de Araújo Porto-Alegre

Finalmente, había disponible una buena bibliografía especializada en variados tópicos artísticos –tratados anatómicos y proporcionales, técnicas pictóricas y escultóricas, etc., aunque la flaca educación general de gran parte de los alumnos, desconocedores de las lenguas extranjeras, impidiese un aprovechamiento más profundo del material ofrecido. Consciente de esas dificultades, Félix-Émile Taunay, director de la AIBA entre 1834 y 1854, tradujo algunas fuentes y escribió en 1837, un tratado de anatomía en portugués, Epítome de anatomía relativa as bellas artes, seguido de un compendio de fisiología de las pasiones, y de algunas consideraciones generales sobre las proporciones, con divisiones corporales humanas; ofrecido a los alumnos de la Academia imperial de Río de Janeiro, con grabados de caras expresando las varias emociones, una iconografía que se remontaba a Charles Le Brun, pintor de Luis XIV, y cuando el profesor de diseño de modelos vivos, Zeferino da Costa compuso un manual simplificado para consumo interno, intitulado Mecanismos e proporções da figura humana, donde compiló las informaciones de innúmeros tratadistas europeos y las presentó en lenguaje objetivo y accesible. La existencia de tantas reglas de composición y diseño no impedía a los maestros y alumnos comprender que todo se trataba de un instrumental técnico básico, a partir del cual la fantasía y creatividad del artista deberían elaborar para dar vida e interés a la obra final, a fin de que no se tornase mecánica. Eso queda bien manifiesto en un trecho del manual, donde expresa también ideales de belleza de la época:

Sobre las reglas de medidas que vamos a presentar, debemos observar que no tendrán por fin establecer un tipo único, para el diseño de la figura humana, ni para reducir a términos matemáticos el genio y la libertad imaginativa del artista, lo que sería un gran error. Mi fin es únicamente asegurarle al artista un límite, por así decirlo, aproximado de harmonía proporcional de una figura, por cuanto, es preciso notar que no hay dos individuos, cuyos caracteres y medidas combinen exactamente, pues, en general. oscilan, más o menos, las medidas entre los individuos, ya en relación a las estaturas, edades, sexos, temperamentos, y, muy principalmente, entre diversas razas, etc. En suma, es para que el artista tenga en mente una guía científica, medio y aproximadamente exacto, sobre la naturaleza humana bien conformada y no caer en la exageración, o en la caricatura, pues todas las cosas formadas sin proporciones no pueden presentarse al espectador juicioso, belleza o gracia; como por ejemplo, las columnas muy finas o gruesas, muy largas o cortas. Manifiestamente no son bellos los enanos, los gigantes, los corcovados y tullidos, a pesar de ser igualmente hombres. Y viene a propósito notar que, siendo estas reglas establecidas exclusivamente para los individuos bien conformados, claro está que, cuando el artista debe representar individuos cuya estructura no corresponde a las mismas reglas, no le quedará otro recurso, sino el de su saber, procurando, por sí, establecer las relaciones propias del individuo que copiar, aunque desviadas de las reglas de belleza, y, bien así, las de cualquier objeto que deban copiar, presentando idénticas condiciones.
João Zeferino da Costa

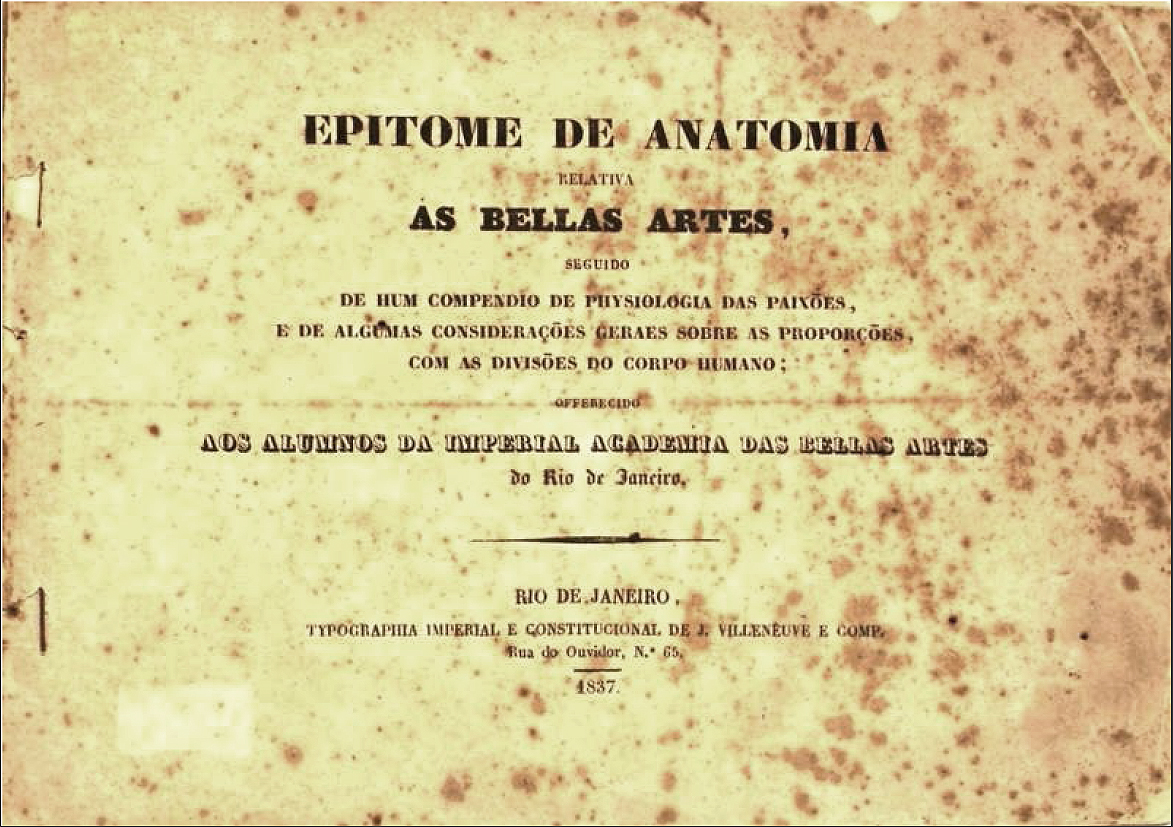
Portada del tratado de Félix-Émile Taunay Epitome de Anatomía Relativa as Bellas Artes, 1837. Museo Juan VI
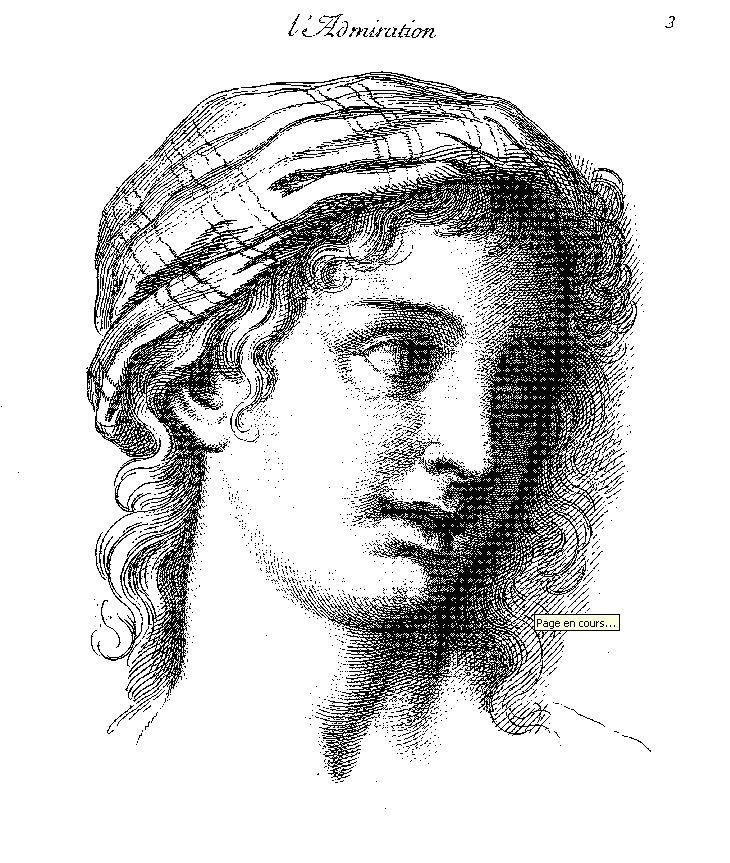
Charles Le Brun: La admiración, parte de una serie de estudios sobre la expresión de las pasiones, referidos en el tratado de Taunay
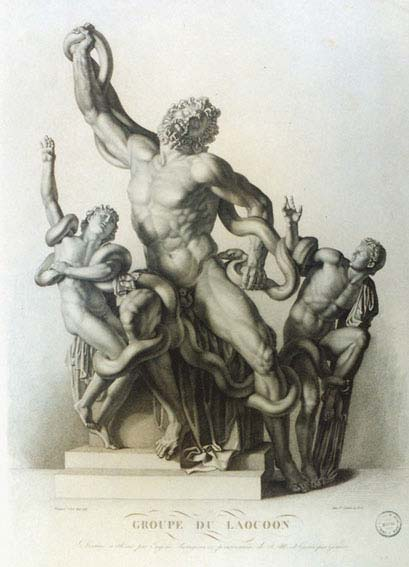
Grabado con reproducción del Grupo de Laocoonte, Siglo XIX. Museo Juan VI
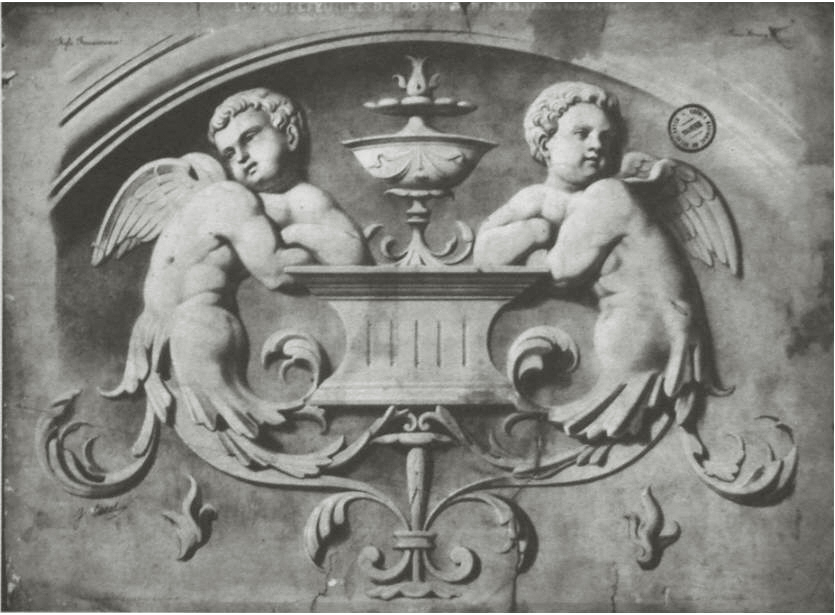
Estampa con modelo ornamental para uso de los alumnos del curso de Escultura de ornamentos. Museo Juan VI

### La enseñanza técnica
Los oficios técnicos siempre fueron técnicos auxiliares de la producción artística en alto nivel. Una pieza en bronce precisa de buenos fundidores; una pintura, de una tela bien preparada; un edificios, de buenos canteros y decoradores habilidosos, y así se entendía desde la fundación de la Escuela Real. Tal cuerpo de artesanos era imprescindible para la realización de arte académica, y también era útli para la industrialización y modernización del país, que estaba en curso. Los propios integrantes de la Misión estaban de una forma u otra familiarizados con varias de estas "artes menores", pues un poco de este conocimiento técnico era considerado parte de la educación integral académica y necesario para una perfecta integración entre el artista creador  y los varios artesanos reclutados para la realización de una gran obra como un monumento o edificio público.
Esos ramos artesanales desde el inicio fueron, sin embargo, descuidados alegándose medidas económicas, pero fueron reintroducidos a mitad de siglo, bajo el impacto de la industrialización europea. Entonces su currículo incluía geometría, trigonometría, mecánica, óptica, perspectiva y teoría de las sombras, además de diseño con modelos vivos. Como material didáctico auxiliar la Academia ofrecía también para ellos una serie de modelos para copias –moldes en yeso y terracota y estampas de motivos ornamentales–. Por la buena preparación profesional que ofrecían, estos cursos técnicos permitían la inserción del trabajador en una variedad de campos industriales y tuvieron enorme demanda, especialmente el turno vespertino, y se fundaron escuelas semejantes en otras localidades del país para atender las siempre crecientes demandas regionales: el Liceu de Artes e Ofícios de São Paulo, las escuelas-oficinas del Emperador en la Quinta da Boa Vista (1868) y en Santa Cruz (1885), la Escola Industrial de la Sociedad Auxiliadora de la Industria Nacional (1871) y la Escuela Politécnica (1893).

### Perfeccionamiento

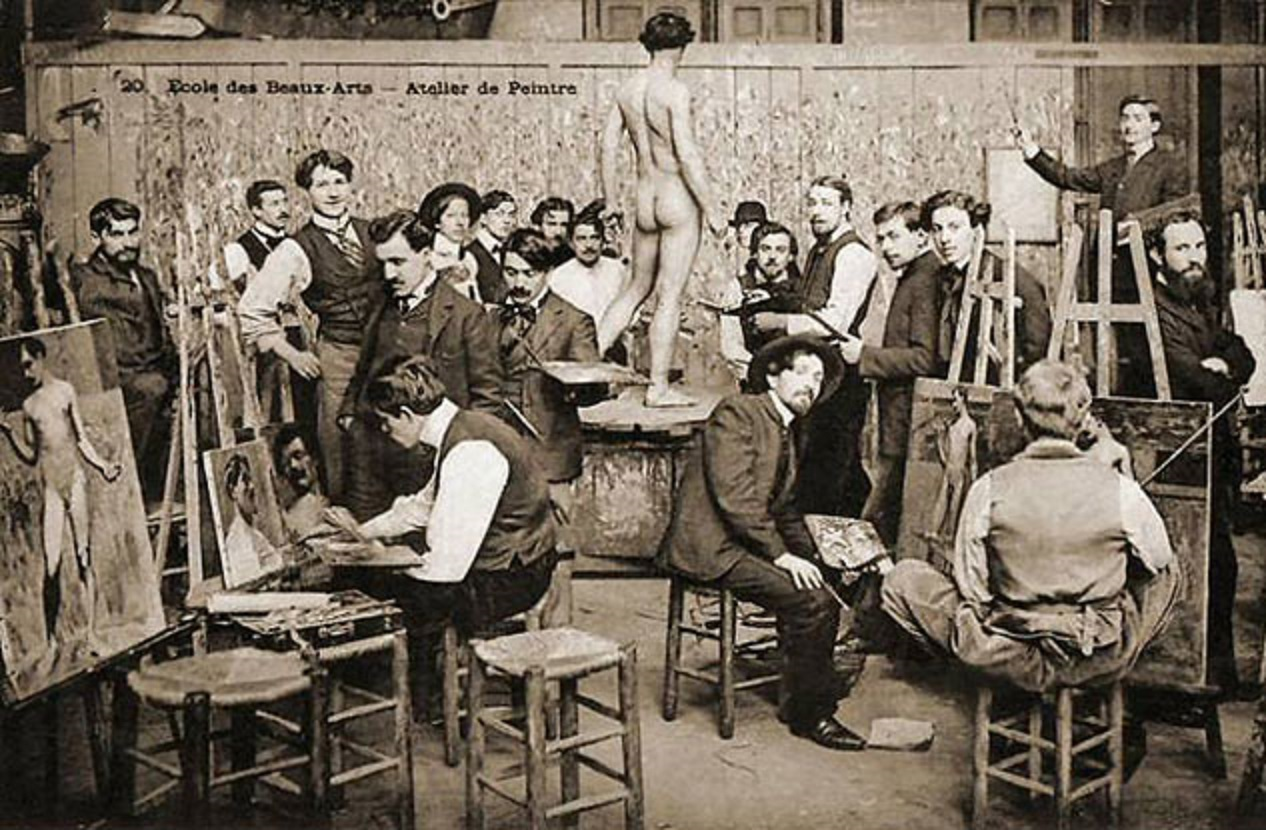
Un aula de modelo vivo en la Escuela de bellas artes parisina

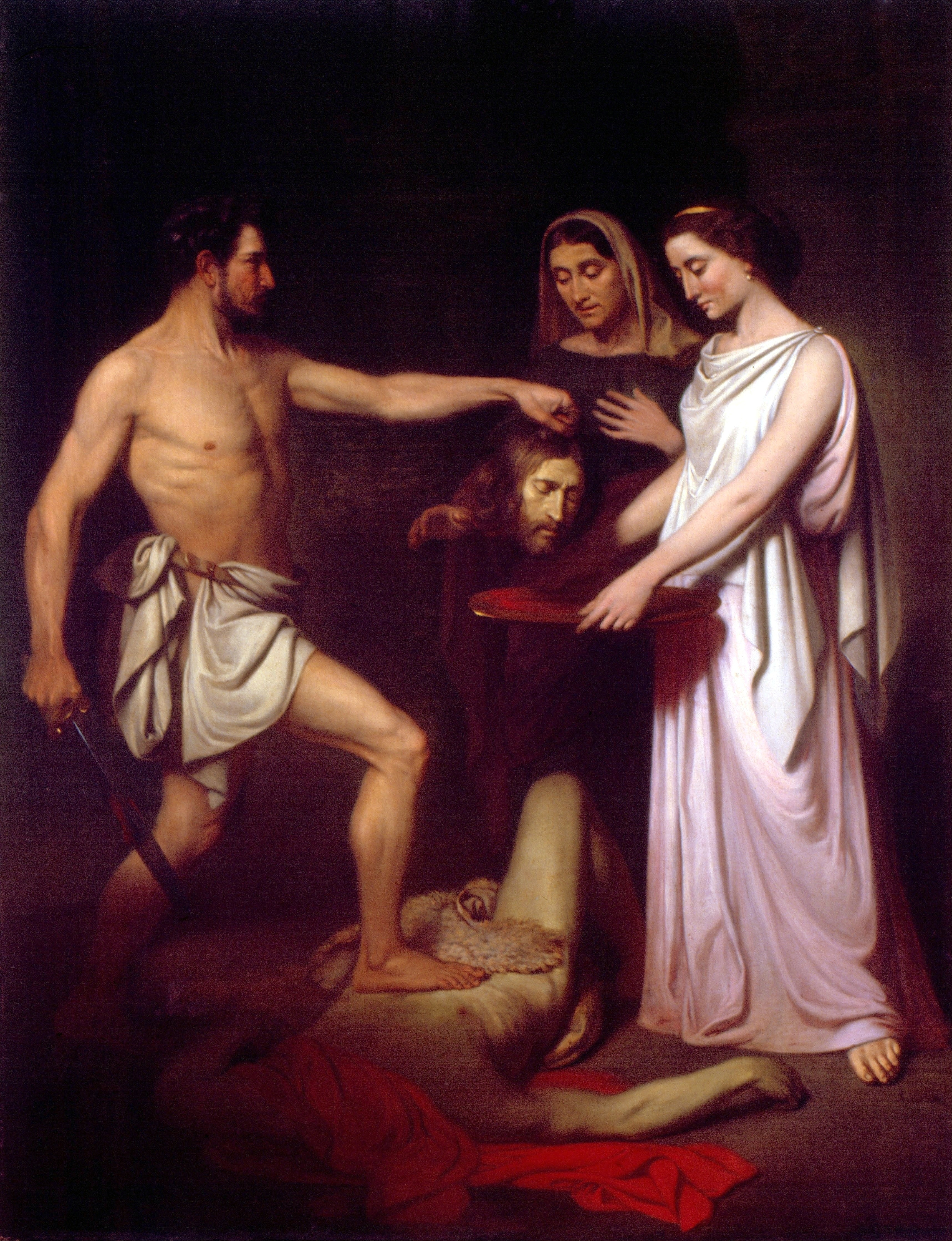
Victor Meirelles: El degüello de san Juan Bautista, 1855, MNBA

Siguiendo el ejemplo académico francés, en Brasil también se instituyeron, a partir de 1845, los premios de viaje al exterior para perfeccionamiento en la técnica y ampliación de los horizontes culturales generales de los alumnos más destacados, experiencia considerada fundamental para la compleción del proceso educativo académico. En Europa, especialmente Francia e Italia, el artista tendría contacto de primera mano con maestros de la mejor tradición y con las obras maestras de los venerados clásicos. En el periodo imperial los alumnos buscaban la admisión en la École nationale supérieure des Beaux-Arts de París y en la Accademia di San Lucca de Roma, o ingresaban como discípulos de un maestro con taller propio, desde que pertenece a una de las academias reputadas. Para fines de siglo y en la república pasarán a ser preferidas la Academias Real de San Fernando en España, la Colarossi, la de la Grande Chaumière, y la Academia Julian, tal vez la más procurada por los brasileños. Con tales modelos el artista debería aprender y debería imitar en sus propias obras, conforme las expectativas de los patronos imperiales en Brasil. Para acompañamiento de los progresos del becario debería enviar periódicamente obras para la evaluación de los jurados. Un fragmento de una carta de Araújo Porto-Alegre, director de la Academia Imperial, a Victor Meirelles, a la sazón becario del gobierno, tratando de la composición del cuadro El degüello de san Juan Bautista, da una idea del gran detalle a que llegaba la enseñanza y, consecuentemente, la crítica:

Antes de componer, vea la acción en general,  vea después, cada uno de sus personajes: estúdielos moral y fisiológicamente para que puedan, cada uno de por sí, componer un todo harmónico y verdadero. [...] Estudie bien la teoría de la sombra y la perspectiva, porque sin esas bases mucho tendrá que luchar: a ellas deberá el perfecto conocimiento de las modificaciones de la luz, de los planos, de los relieves; copie diseños escenográficos, porque en ese estudio está el de los fondos de los cuadros, etc.
Manoel de Araújo Porto-Alegre

En otra ocasión analiza aspectos insatisfactorios:

La figura del verdugo tiene buena cabeza; el pescuezo, el tórax y el aben están sufriblemente modelados y mejor coloreados, porque no tienen tonos suyos, pero, parece que hay una erratilla miológica en la región intercostal. El brazo derecho, el que toca el antebrazo, no está mal, pero no está acentuado con energía, ni tiene claridad en la musculatura: el deltoides debería ser más fibroso, así como más marcado el tríceps braquial; en cuanto al antebrazo, el puño y la mano, no fueron estudiados con tanto amor como el tórax y el aben. [...] Las piernas parecen cortas, y tanto inertes en el modo de acentuar la musculatura: lo que está perfectamente modelado es la parte externa de la región poplítea y, sobre todo, la inserción posterior del tríceps del muslo.
Manoel de Araújo Porto-Alegre

Como se ve, una obra creada según este sistema necesariamente no podía ser fruto de una inspiración pasajera o de un impulso, pero sí de una metódica acumulación de acciones planeadas y ponderadas, donde la mano del artista, la individualidad gestual y expresiva tan preciada hoy día, dejaba pocos o ningunos trazos evidentes, lo que habría sido considerado de mal gusto o inepcia, en la busca de la perfección padronizada e ideal, intemporal y colectiva, que era la meta y el programa filosófico académico.

### Estilos, géneros e ideologías

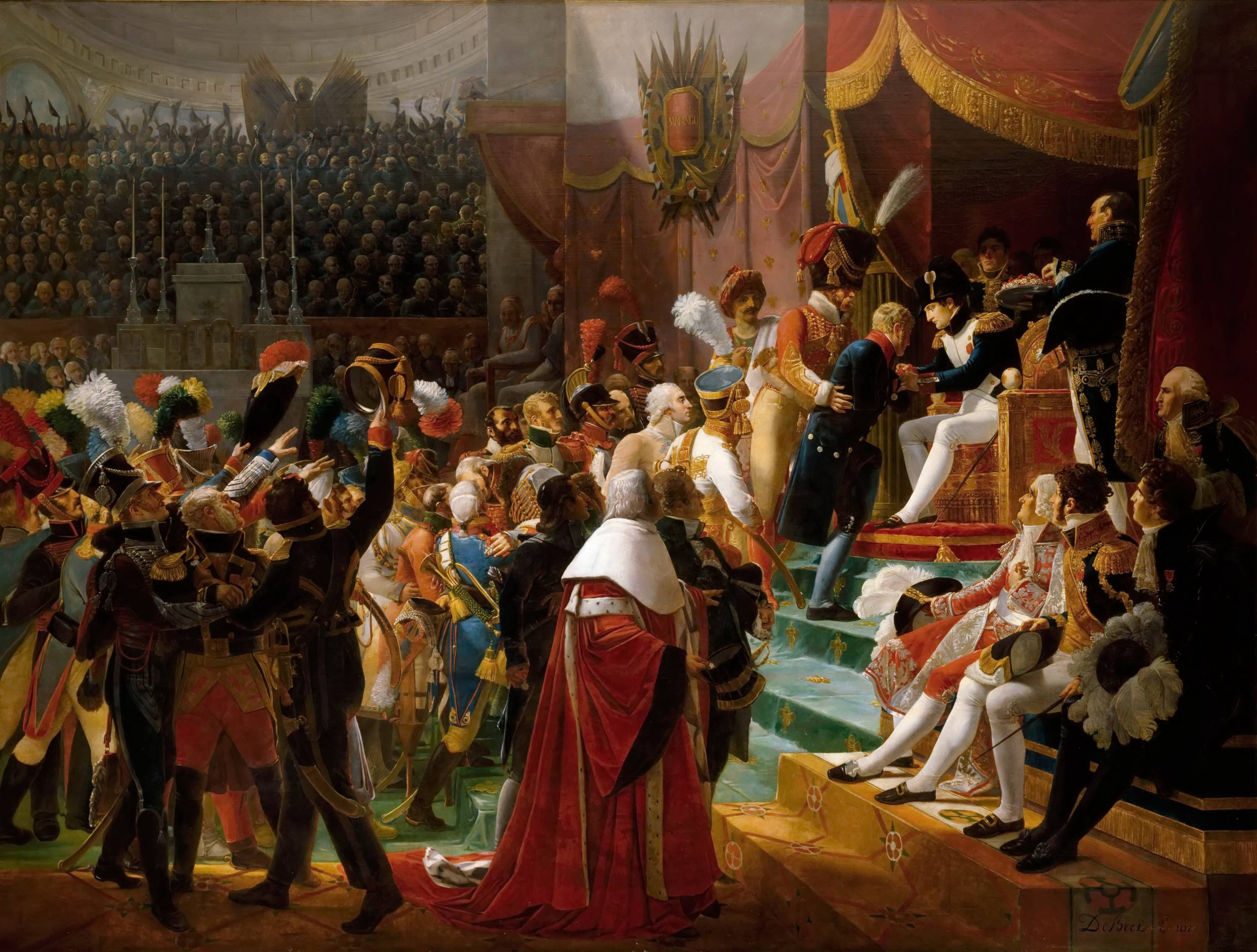
Debret: Primera concesión de las cruces de la legión de honor, el 14 de julio de 1804, 1812, obra compuesta en Francia, ilustra el espíritu neoclásico importado por Brasil

En términos de estilo, el Academicismo nacional nació sobre el signo neoclásico, inspirado en las obras de pintores como Jacques-Louis David, el principal nombre de la escuela neoclásica francesa y maestro de Jean-Baptiste Debret, integrante de la misión francesa. El neoclacisismo proporcionó las directrices básicas para la metodología implantada en Brasil de construcción de la "obras primas" el rigor en la composición, el diseño claro, la anatomía exacta, el reclamo ético y cívico. Pero el neoclacisismo puro dio pocos frutos en Brasil, estorbado por las condiciones precarias de funcionamiento de la Academia imperial en sus primeros tiempos, y cuando se estabilizó la tendencia general ya evolucionará hacia el romanticismo, donde el arte académica brasileña llegó a su apogeo. El romanticismo fue una corriente estético-filosófica que reforzó diversos movimientos nacionalistas europeos, y en Brasil influyó igualmente. Llegó con cierto retraso, pero en el momento exacto en que le país estaba comprometido con un proceso declaradamente modernizador y nacionalista tras la reciente independencia de Portugal, y deseaba presentar al mundo un rostro progresista y civilizado, ahora que su absorción por la Academia imperial había sido bastante selectiva, otorgándole un carácter palaciego, optimista y austero, libre de los excesos emocionales románticos europeos y de las tendencias mórbidas del byronismo. Así el gobierno estimuló la producción de un arte idealista y laudatoria del Estado y de sus conquistas en pos de la civilización, reconstruyendo escenas de su historia y creando un imaginario simbólico de gran fuerza, cuya influencia perdura hasta los días de hoy. Esa arte, más allá de patentar la ilustración de las elites y auxiliar en la educación popular cuando era obra pública o expuesta en los Salones, funcionaba como un instrumento ideológico y una tarjeta de presentación para la inserción brasileña en un orden capitalista internacional. Hacia fines de siglo el academicismo romántico comenzó a dar espacio para la introducción de elementos realistas, pero conforme entiende Lilia Scharcz, ese espacio fue limitado a la descripción de los detalles anatómicos, de los objetos naturales, y el romanticismo idealista continuó preinando en la concepción general, en el propósito y en la atmósfera.

Pedro Américo: Independencia o muerte, 1888, Museu Paulista, uno de los iconos pictóricos brasileños.

La pintura siempre fue el campo artístico más dinámico y floreciente durante el academicismo brasileño, produciendo grandes nombres nativos como Victor Meirelles, Pedro Américo, Rodolfo Amoedo e Almeida Júnior, y con la contribución de muchos extranjeros independientes o ligados a la AIBA. El género más prestigioso era la pintura histórica, reservada a los más talentosos, exigía gran cultura general, además de perfecto inio técnico. Apelaba a la moral, la virtud y el patriotismo, convidando al espectador a una meditación sobre la ética que el autor quería vehicular y anhelaba ejercer un poder positivamente educativo sobre el público. También florecieron los paisajes, los retratos oficiales y las cenas o retratos religiosos. Pero para finales de siglo los géneros de paisajes del natural, naturalezas muertas y cenas ésticas pasarán a tener gran divulgación, prefigurando las renovaciones burguesas del siglo venidero, y aparecen personajes característicamente regionales en estilo realista, como en la obra de Pedro Wingärtner y Almeida Júnior, aquel con los gauchos e inmigrantes de Río Grande del Sur y este con los caipiras y caboclos de San Pablo.
En la estatuaria algunas figuras merecen notas especiales: Francisco Chaves Pinheiro, autor prolífico y poco estudiado, longevo profesor de escultura en la ALIBA; Almeida Reis, excluido de la Academia por no conformarse a sus patrones, pero autor de una obra consistente y expresiva; y, sobre todo Rodolpho Bernardelli, que ofuscó a todos los demás de su generación y llegó a dirigir la sucesora de la Academia Imperial. En general en la escultura los modelos clásicos fueron tratados con un poco más de libertad, aunque los temas continuasen siendo elevados, buscados en los mitos y alegorías antiguos. La madera fue abandona en favor del mármol y el bronce, que exigían un trabajo más arduo y demorado, pero eran considerados más nobles. La escultura tuvo un gran mercado en la construcción de varios monumentos y en la decoración de edificios públicos, asociada a su contraparte "menor", de los ornatos en relieve. La arquitectura permaneció siempre ren segundo plano, pero la intensa actuación del francés Grandjean de Montigny desde el inicio, y después la de sus alumnos, como Joaquim Cândido Guilhobel y José Maria Jacinto Rebelo, renovaron el paisaje urbano del periodo. El proyecto del predio de la Academia Imperial, de Gradnjean, fue tal vez el arquetipo oficial de edificación neoclásica en Brasil.

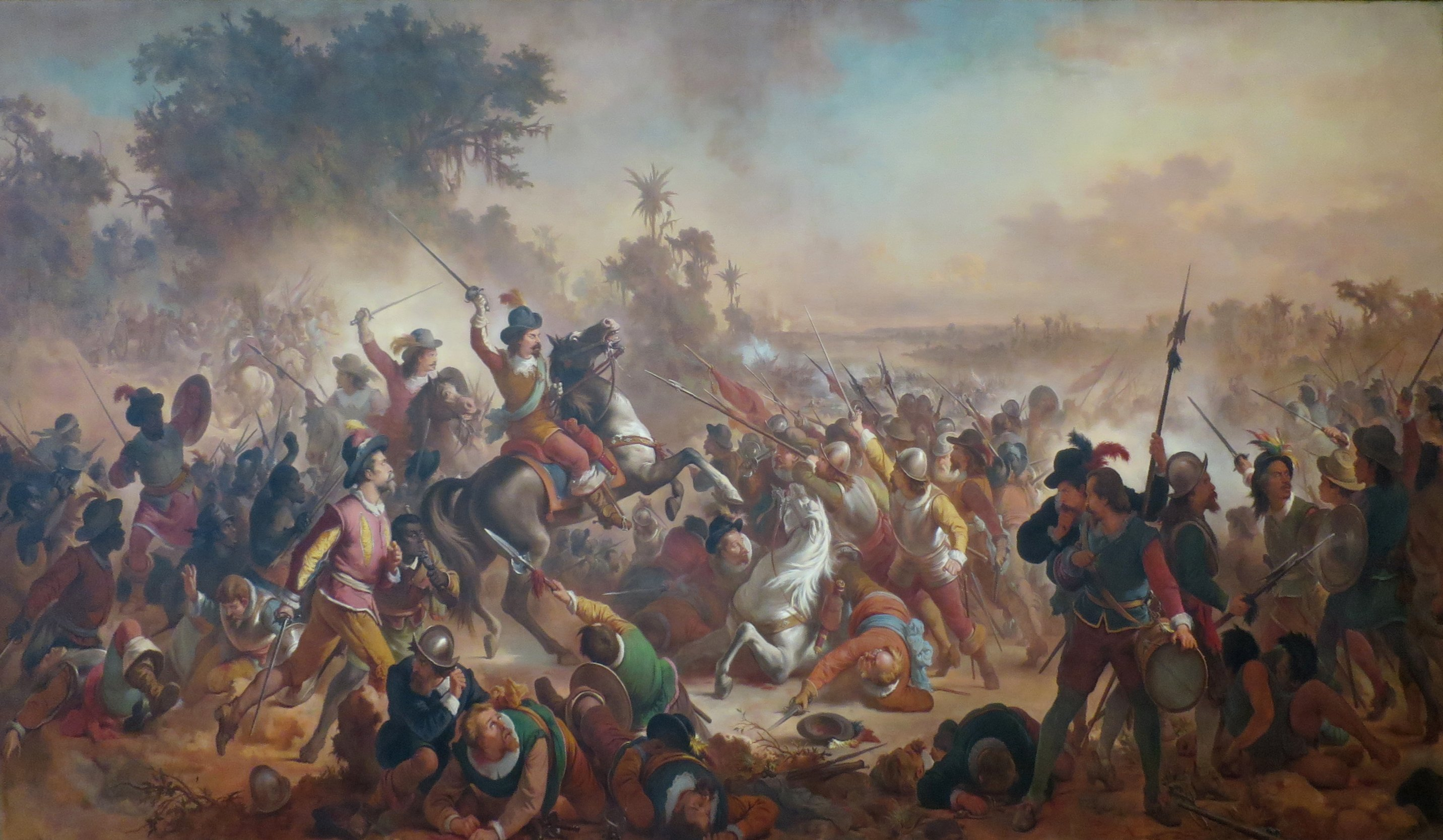
Victor Meirelles: La batalla de los Guararapes, 1879, MNBA.
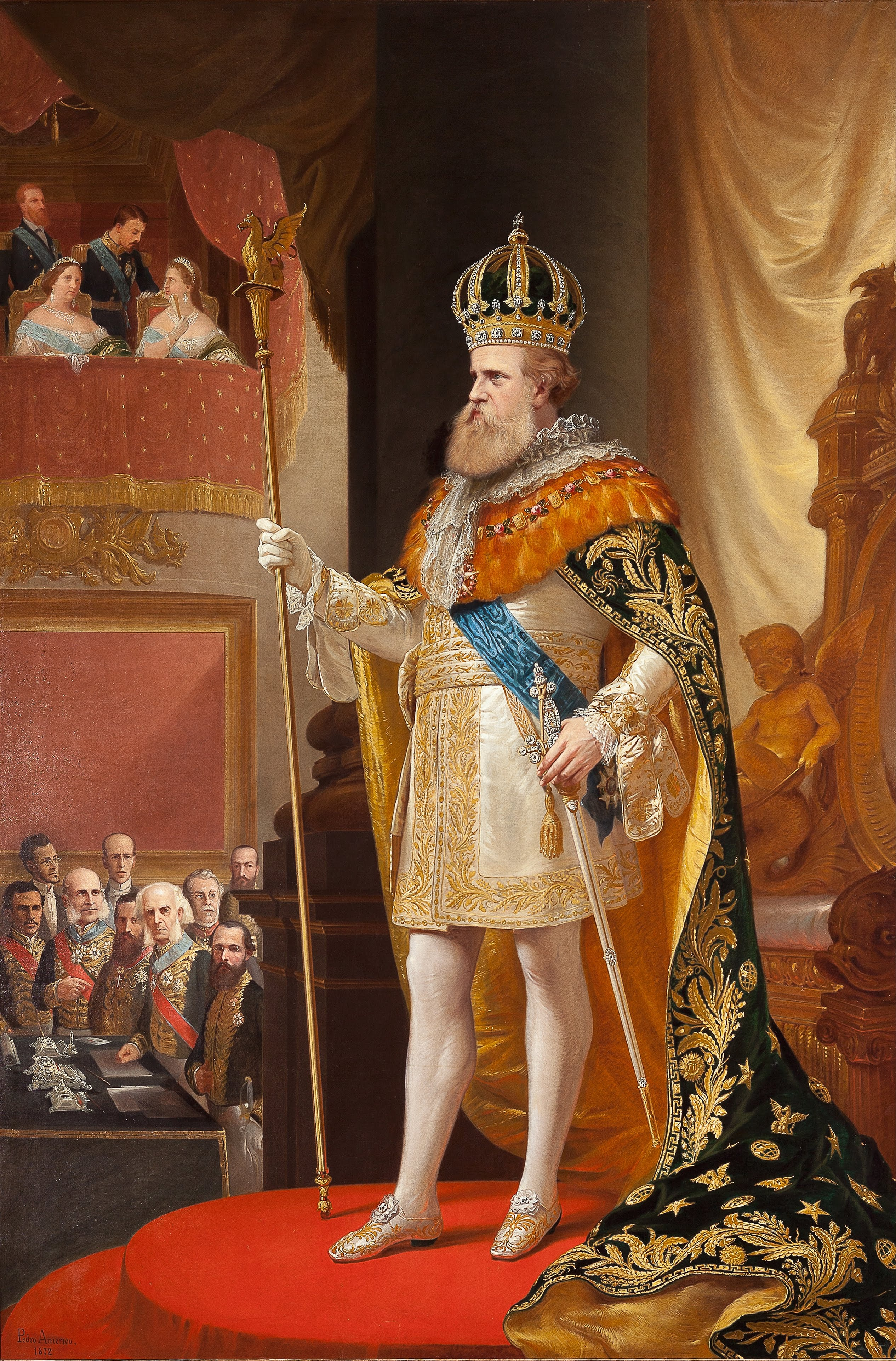
Pedro Américo: Fala do trono, 1872, Museo Imperial
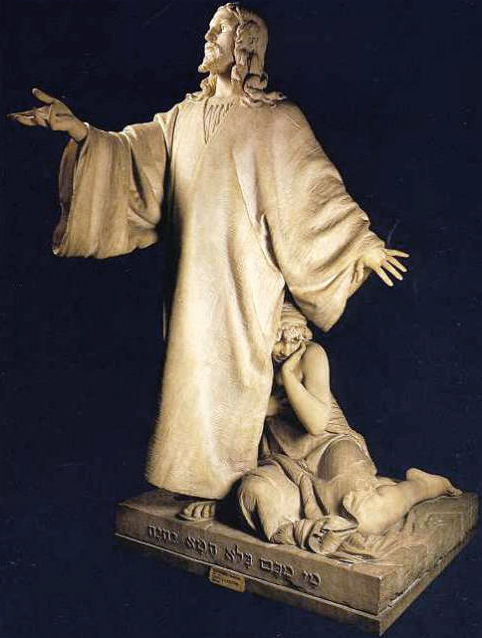
Rodolpho Bernardelli: Cristo e a mulher adúltera, 1881, MNBA.
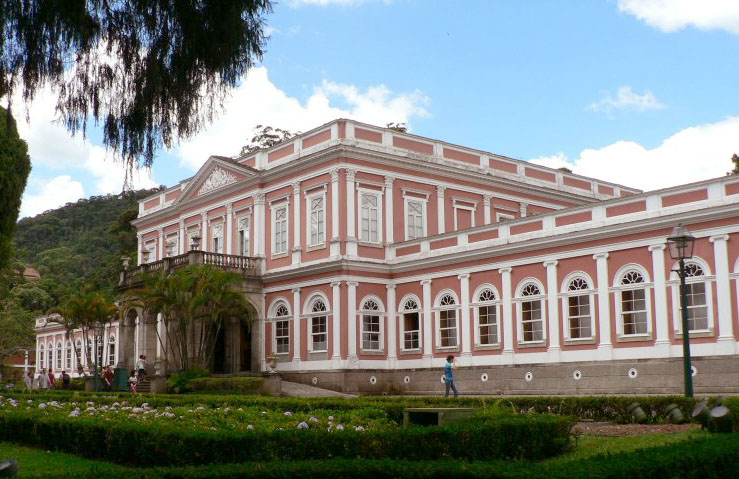
Júlio Frederico Koeler, Joaquim Cândido Guilhobel e José Maria Jacinto Rebelo: Palacio Imperial de Petrópolis

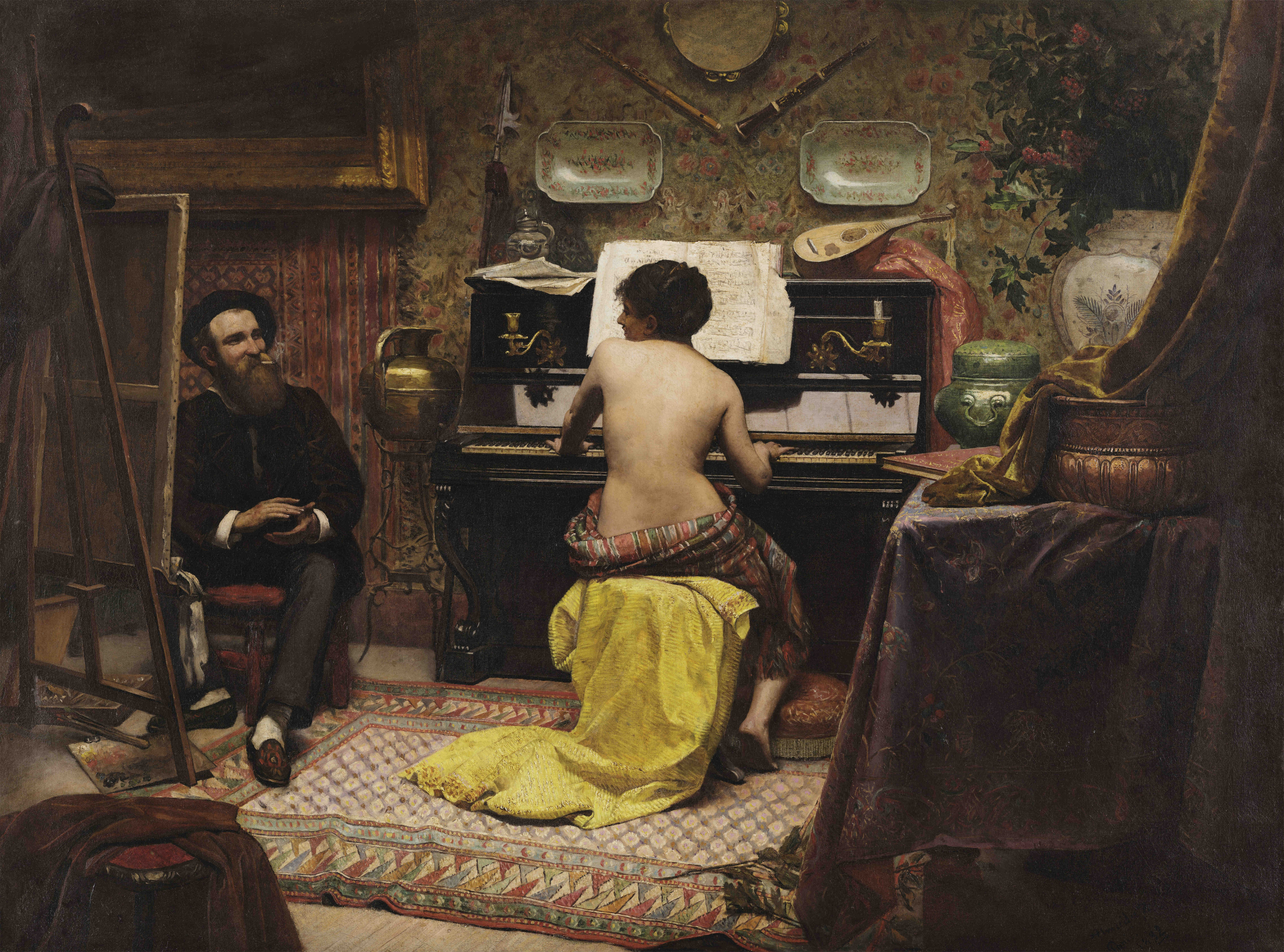
Almeida Júnior: O descanso do modelo, 1882, MNBA.
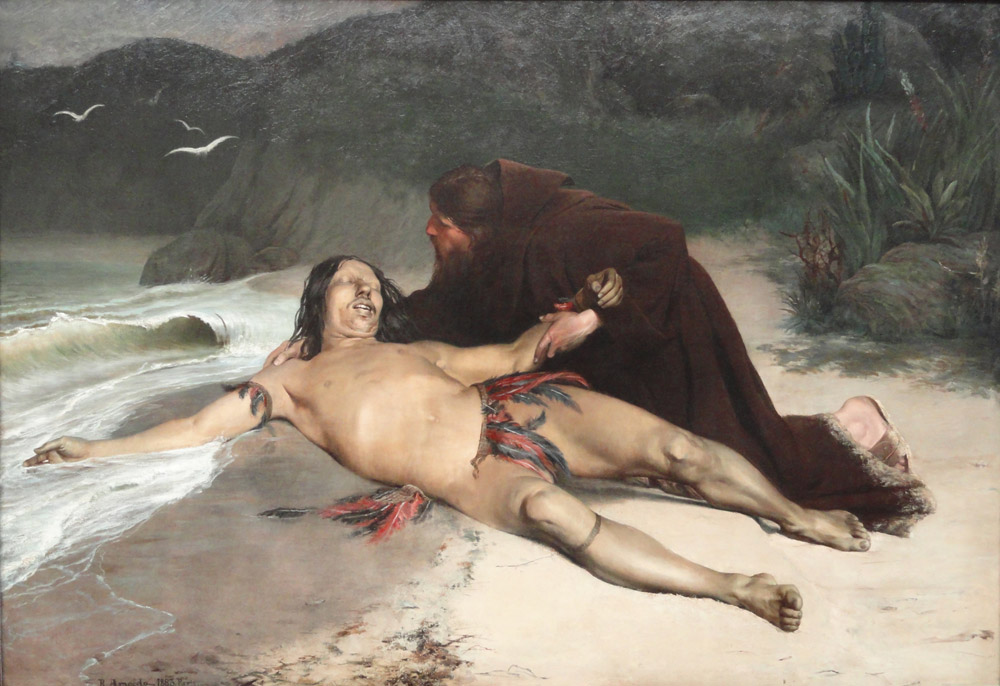
Rodolfo Amoedo: O último Tamoio, 1883, MNBA
Georg Grimm: Vista do cavalão, 1884, MNBA
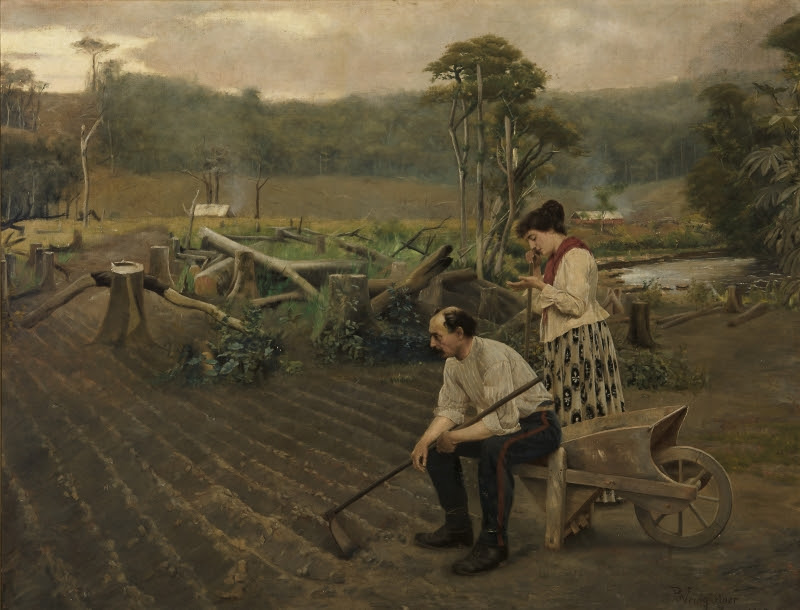
Pedro Weingärtner: Tempora mutantur, 1898, MARGS

### Académicos notables
La lista siguiente dista de ser completa, pero da una idea del amplio preinio pictórico sobre otras artes. Excepto mención expresa, todos los citados fueron pintores 
Jean Baptiste Debret, Grandjean de Montigny (arquitecto), Nicolas Antoine Taunay, Félix Taunay, Simplício Rodrigues de Sá, Agostinho da Motta, Henrique José da Silva, Francisco Chaves Pinheiro (escultor), Manuel de Araújo Porto-Alegre, Afonso Falcoz, Georg Grimm, Henri Nicolas Vinet, José Octavio Corrêa Lima (escultor), Victor Meirelles, Rodolfo Amoedo, Cândido Caetano de Almeida Reis (escultor), Henrique Bernardelli, Rodolpho Bernardelli (escultor e pintor), Pedro Américo, Eliseu Visconti, Zeferino da Costa, Artur Timóteo da Costa, Oscar Pereira da Silva, Belmiro de Almeida, Almeida Júnior, Décio Villares (escultor e pintor), Pedro Weingärtner, Georgina de Albuquerque, Carlos Chambelland, Pedro Alexandrino, Giovanni Battista Castagneto, Helios Seelinger.

### Música
La música, que debería constar en el programa de Lebreton, no fue ofrecida por la AIBA al inicio, y el Academicismo en las artes musicales brasileñas encontró medios de cultivo en otra institución, el Conservatorio de Río de Janeiro, fundado en 1841 por Francisco Manuel da Silva. Mas esta escuela desarrolló una actividad más tímida, incluso habiendo sido subvencionada por el Estado, y así comenzó a funcionar efectivamente ene 1848, con seis profesores. En 1855 dejó su sede original y fue instalado en el predio de la AIBA, que pasó a cuidar de su administración y en este año se organizó un régimen de certámenes para escuela de maestros, con la institución de premios de viaje al exterior para perfeccionamiento. A pesar de la existencia del conservatorio y de unas pocas otras asociaciones y clubes de diletantes, la vida musical en el Brasil del Segundo imperio en nada se comparó en términos de importancia artística y política co la producción artística plástica, pues según Vasco Mariz este periodo fue extremadamente pobre en creatividad, incluso aunque los conciertos y recitales públicos no fueran raros y la práctica musical en el ámbito éstico fuese generalizada. El repertorio, sin embargo, se resumía a obras de compositores europeos y piezas menores de autores nativos, como las modinhas y danzas, con la única excepción significativa de las óperas de Carlos Gomes, de cualidad mucho superior a la media nacional, que gozaron de gran popularidad en Brasil y llevaron el nombre del país a ser conocido en todo el mundo musical europeo contemporáneo suyo. Solamente en la república aparecieron otros autores más cualificados y creativos, que comenzarían a formular un idioma musical nacionalista, entre ellos Henrique Oswald, Leopoldo Miguez y Alberto Nepomuceno. A estas alturas el conservatorio fue sustituido por el Instituto Nacional de Música, dirigido por Leopoldo Miguez, que dio inicio a estudios con vistas a la mejora de la enseñanza. En la gestación de Nepomuceno el instituto ganó sede nueva y reformó su currículo y su regimiento interno, implementó concursos para contratación de cuadros docentes y descentralizó la dirección. En 1923 fue formada la primera orquesta estable del Instituto, regida por Franciso Braga. Bajo administración de Luciano Gallet se inició nueva reforma curricular, pero entonces la Universidad federal de Río de Janeiro absorbió el instituto, transformándolo en su Escuela de música.

## El mercado para el arte académico
La íntima asociación de la Academia imperial con el poder constituido hizo que el mercado consumidor de arte académico fuese primeramente el propio Estado y la familia imperial, conforme reconocía Araujo Porto-Alegre en 1854. Para esta esfera fueron producidas las obras más importantes del academicismo, pero el creciente número de formados en la Academia Imperial no conseguía fácilmente continuar su carrera artística por la escasez de oportunidades y encomiendas. Los alumnos de los cursos teóricos podían encontrar una colocación en la incipiente industria y en las actividades de ingeniería y decoración, algunos diseñadores conseguían empleo junto al ejército, algunos grabadores en la Casa de la moneda y los arquitectos en la repartición de obras públicas, pero en muchos casos no quedaba más opción que adoptar otros oficios. Entretanto, entre 1870 y 1880 se nota una expansión en la circulación de obras entre el resto de la nobleza y la burguesía enriquecida, a partir de la popularización de obras cuya temática era despolitizada, como los paisajes, las escenas de género, los retratos y las naturalezas muertas, y de la apertura de la primera galería artística comercial en 1875, en Río. Otro estímulo fue la creciente especialización de la crítica artística, donde pontificaba Gonzaga Duque, y su divulgación en revistas y periódicos de gran circulación, que contribuían a la educación de mayores parcelas de público. En ese movimiento dirigido a una verdadera popularización artística académica, el Salón de 1879 supuso un hito. En él se expusieron dos obras importantes, la Batalla de Avaí, de Pedro Américo y la Batalla de los Guararapes, de Victor Meirelles. El éxito de público fue simplemente estruendoso, atrayendo prácticamente a toda la población de Río de Janeiro y desencadenando un debate público sobre el arte que se mantendría encendido durante varios meses seguidos.

## Fin del ciclo

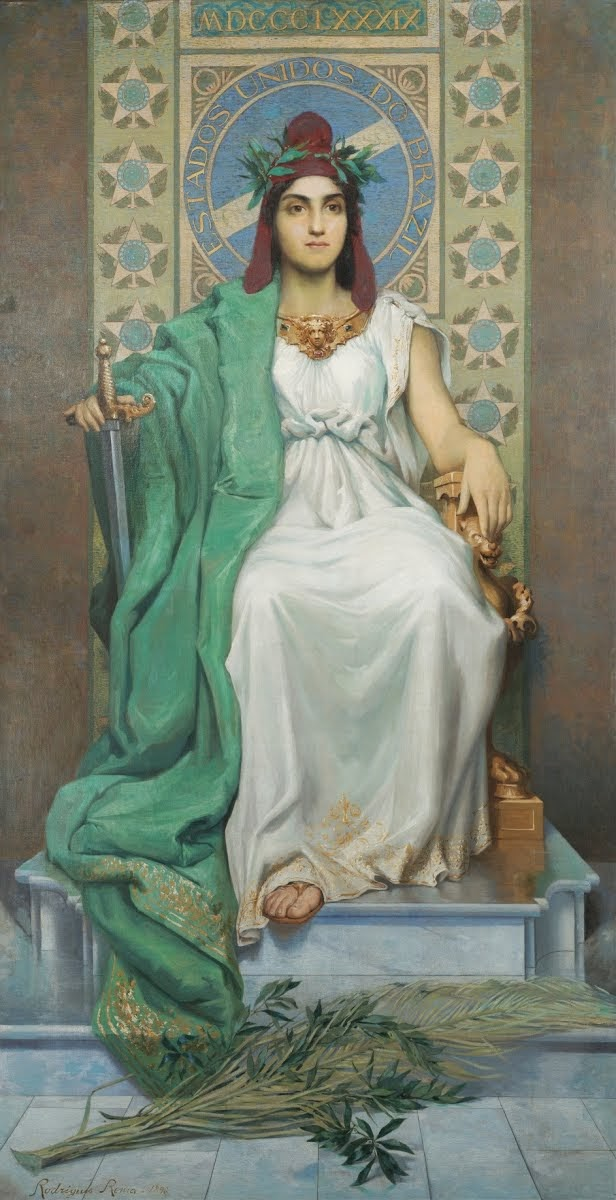
Manuel Lopes Rodrigues: Alegoria de la República, 1896. Museu de Arte da Bahia

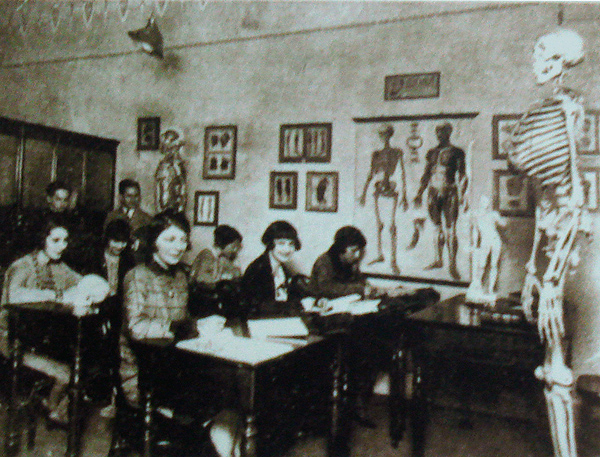
Aula de anatomía en el Instituto de Artes de la UFRGS, 1928

En Europa el sistema académico comenzó a ser cuestionado a partir de la ascensión del movimiento romántico, que privilegiaba la creatividad individual y el genio independiente, que no se sujeta a injerencias externas. Hasta mediados del siglo XIX, con todo, la mayor parte de los artistas acabó siendo absorbida por las academias, pero de ahí en adelante cada vez más talentos importantes pasarán a encontrar el rechazo del sistema oficial, que era sustentado principalmente por la burguesía conservadora. Con el creciente prestigio de los impresionistas, a partir de 1874, cuyos principios eran diferentes, el antiguo sistema entró en colapso.
En Brasil el proceso fue semejante. Las críticas al sistema académico surgirán ya en su origen y se extenderán a lo largo de toda su historia. Después de las polémicas enfrentadas por Lebreton, Silva, Taunay y Porto-Alegre, en la década de 1870 la crítica volvieron a instigarse con el surgimiento de la Revista Ilustrada, dirigida por Angelo Agostini, que inauguró la discusión sobre la identidad nacional y apoyaba vías alternativas de práctica artística, como las defendidas por Georg Grimm y su grupo. Gonzaga Duque fue otro crítico que escribió en la misma época, atacando el distanciamiento de la Academia con la realidad cultural brasileña y la falta de originalidad de los fieles seguidores de los antiguos maestros, acusándolos de meros copistas sin genio. Parte de su pena es reveladora del cambio en el ambiente cultural finisecular:

El pintor [Belmiro de Almeida, a quem apoiava] despreciando los asuntos históricos para ocuparse de un asunto éstico, prueba exuberantemente que comprende el desideratum de las sociedades modernas, y conoce que la preocupación de los filósofos de hoy y la humanidad representada por esa única fuerza inaccesible a los golpes iconoclastas del ridículo, la más firme, la más elevada, la más admirable de las instituciones – la familia.
Luiz Gonzaga Duque Estrada

Sobre la pinacoteca de la Academia, el acervo oficial de la escuela, decía:

La pinacoteca está ahí [...] ¡Qué pobreza! ¡Qué impotencia! [...] Concepciones tomadas de préstamo o servilmente imitadas, ejecución floja, flaca, inútil; ahí todo es.
Luiz Gonzaga Duque Estrada

Con la proclamación de la República brasileña la vieja academia imperial fue convertida en Escuela nacional de bellas artes, asumiendo la dirección Rodolpho Bernardelli, que ya era su profesor de escultura y artista laureado, respetadísimo por muchos miembros influyentes de la intelectualidad. Mas siendo figura polémica y administrado entre acusaciones de partidismo e incompetencia los problemas se agravarían, con cierre de clases, dimisión de nombres de peso como Victor Meirelles y alejamiento de varios alumnos, y movimientos de profesores contra la dirección, considerada nefasta. Bajo estas presiones Bernardelli dejó el cargo en 1915, y la escuela entonces sobrevivió algunos años más, flexibilizando sus exigencias técnicas y dinamizada por la creciente participación femenina y el rápido surgimiento de diferentes tendencias estétnicas sucesivas como el simbolismo, el impresionismo, el expresionismo y el art nouveau.
Cuando se reformó la enseñanza superior en Brasil la escuela fue absorbida por la Universidad federal de Río de Janeiro en 1931, significando el fin de un sistema y el inicio de otro, inado por le Modernismo, cuyos principios atacaban la previsibilidad y la rutina en la práctica artística y en la disciplina metódica de la escuela oficial, proponiendo caminos con otros valores, prestigiando la espontaneidad creativa y el genio individual A despecho de las críticas, el modelo académico tradicional inspiró la estructura de escuelas artísticas similares en varios puntos de Brasil, como fue el caso del Liceo de Artes y oficios de río de Janeiro en 1856, del Liceo de Artes y oficios de San Paulo en 1874 y el Liceo Nóbrega de Artes y oficios en Pernamubco 1880, y de las escuelas de bellas artes mantenidas por las universidades regionales, como el Instituto de Artes de la Universidad Federal de Río Grande del Sur 1908, probando su eficiencia y capacidad adaptativa y renovadora.

## Apreciación
Volvióse un lugar común calificar el academicismo como una escuela autoritaria y retrógrada. Desde el inicio de la ascensión de las vanguardias modernas a fines del siglo XIX se multiplicaron los ataques contra sus métodos e ideales, y en el éxito del modernismo a lo largo de casi todo el siglo XX naturalmente hizo como que el pasado inmediata fuese descartado como cosa superada, en un culto indiscriminado y parcial de todo lo que tuviese un carácter iconoclasta y que rompiese cánones establecidos en los siglos anteriores, considerando la historia como un proceso evolutivo continuo coronado con la modernidad. Hoy ese mismo punto de vista se considera en gran medida un anacronismo, un mito moderno y una injusticia, a pesar de continúe perpetuándose en muchos ciclos eruditos e incluso en la opinión pública, influyendo muchas voces. Pero esa actitud impide el reconocimiento y la comprensión de valores que fueron importantes para la cultura que los originó –que necesariamente son diferente de los que cultivamos hoy– y de formas válidas y creativas de diálogo con el pasado como las establecidas por los académicos, y la tendencia de la crítica más actualizada es considerar inadecuada la formulación de criterios cualitativos o teleológicos de comparación entre cada periodo, siendo fundamental para una apreciación más justa la tentativa de penetrar en el espíritu de aquel momento y ver las cosas como ellos lo hacían, en la medida de lo posible.

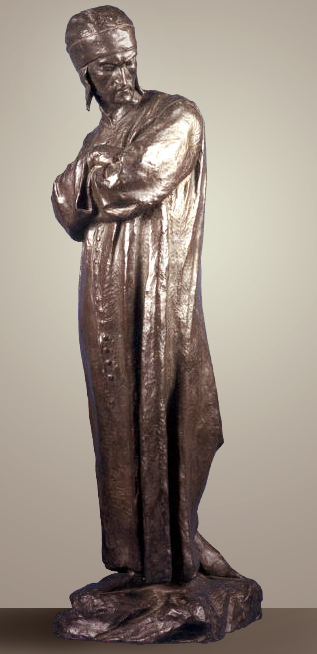
Almeida Reis: Dante al regreso del exilio, 1889, MNBA. Almeida Reis perdió su beca porque su estilo no se encuadraba en los cánones oficiales.

Tal vez la principal crítica que se hace hasta hoy al Academicismo, heredera de la opinión modernista, viene de una justificada rigidez en sus conceptos e ideales. Oswald de Andrade decía: «queremos mal al academicismo porque es el sofocador de todas las aspiraciones joviales y de todas las iniciativas pujantes. Para superarlo lo destruimos. El rechazo modernista fue de plano, haciendo muchas veces de una jerga violentamente libertino y humillante, describiendo al academicismo en suma como una escuela conformista y conservadora, excluyendo de su apreciación todo lo que no se encajaban en reglas transmitidas por varias generaciones de maestros, supuestas como perennes e inmutables, lo que tiene su parcela de verdad, hasta porque el academicismo brasileño fue en gran medida un producto controlado por el gobierno y servía a un propósito oficial, especialmente bajo el reinado de DonPedro II. Por eso algunos artistas florecieron al margen de la escuela, o la abandonaron en busca de ambientes y grupos más afines a su índole independiente e inquisitiva, a veces pagando un alto precio, en términos de incomprensión y falta de oportunidades, por este inconformismo. Modernamente el término Academicismo ha sido usado peyorativamente, por movimientos anti intelectualistas, también por su carácter elitista, por exigir un vasto conocimiento erudito al cual pocos tenían acceso.
Otra objeción al academicismo brasileño cuestiona su origen y la forma de introducción en el país, discutiendo el impacto de la misión francesa en el ambiente cultural del país, considerada una intervención violenta en la evolución natural de los estilos nacionales, ya que hasta entonces Brasil vivía en una atmósfera todavía con fuertes trazos barrocos que hacía poco tiempo había llegado a un punto de madurez con Aleijadinho y Mestre Ataíde, cuya herencia artística fue disuelta abruptamente, sin posibilidad de una continuación orgánica, con la introducción oficial del nuevo método, que tras de sí traía también una nueva estética.  Otros, sin embargo, como el propio Ronald de Carvalho –que fue uno de los rpomotores de la Semana de Arte Moderna de 1922– perciben en el trabajo de la misión un a saludable renovación de las artes nacionales, retirando a Brasil del estancamiento de un movimiento que se había agotado en Europa muchas décadas atrás, trayéndole al país «buenos profesionales y buena doctrina».
Con todo, no puede disimularse el hecho de que la disciplina impuesta por la Academia fue el factor decisivo para que muchos talentos pudiesen encontrar su propia voz y expresar valores –y expresarlos en gran estilo y arte consumada – que de una forma u otra fueran determinantes en cierta época histórica nacional. Encontrando la expresión académica, aquellos valores modelaron buena parte de la presente cultura brasileña y de la idea que la nación tenía de sí. Por la construcción de un repertorio de escenas históricas, retratos, paisajes y tipos humanos regionales, incluso con enorme llamativo visual y poder evocativo, que se fijó en la memoria colectiva brasileña a través de su maciza divulgación en los libros escolares de Historia.
Tampoco fue la Academia brasileña una mera transposición de un modelo europeo para un suelo diferente, ni fue tan rígida en sus conceptos como quieren sus detractores, pues la historia relata sus adaptaciones a las crisis periódicas y a circunstancias nativas, flexibilidad que permitió que sobreviviese por un siglo entero en medio de los atropellos de la consolidación de un país nuevo, pobre y en modernización –proceso a cuya promoción contribuyó–. También los testimonios dejados en el arte de sus egresados dicen lo contrario, acompañando en buena medida la evolución estilística desde el neoclasicismo hasta las nuevas escuelas del siglo XX, en el verdadero camino de los vanguardistas en varios sentidos en el ámbito del arte producida hasta entonces en Brsail, tanto en términos de método de trabajo como en los estilos que cultivaron. Rafael Denis acredita que la lectura del arte académica brasileña no puede ser hecha desde una perspectiva unilateral de imposición imperialista de un universo cultural extranjero, y tampoco desde el punto de vista de una pura afirmación nacionalista, pues todos los procesos de transferencia de valores culturales envuelven alteraciones sustanciales siempre imprevisibles y siempre llenas de significado, y requieren acomodaciones de ambos lados. En aumento, el énfasis en la impersonalidad, profesionalidad y la busca de la perfección atemporal y grupal, donde la gloria individual del creador no tiene tanta importancia como su eficiencia como creador de símbolos positivos para un estado que se presume iluminado y benevolente y para un pueblo que se desea feliz, unido y educado, merecen atención como aspectos sociales importantes, legítimos y optimistas de este proyecto educativo que ha sido blanco de tanta discusión, que nació utópico y hasta hoy es atacado, con o sin razón, mas como lo prueban los museos de Brasil, concretizóse con grandes éxitos.

### La continiudad de un modelo de éxito

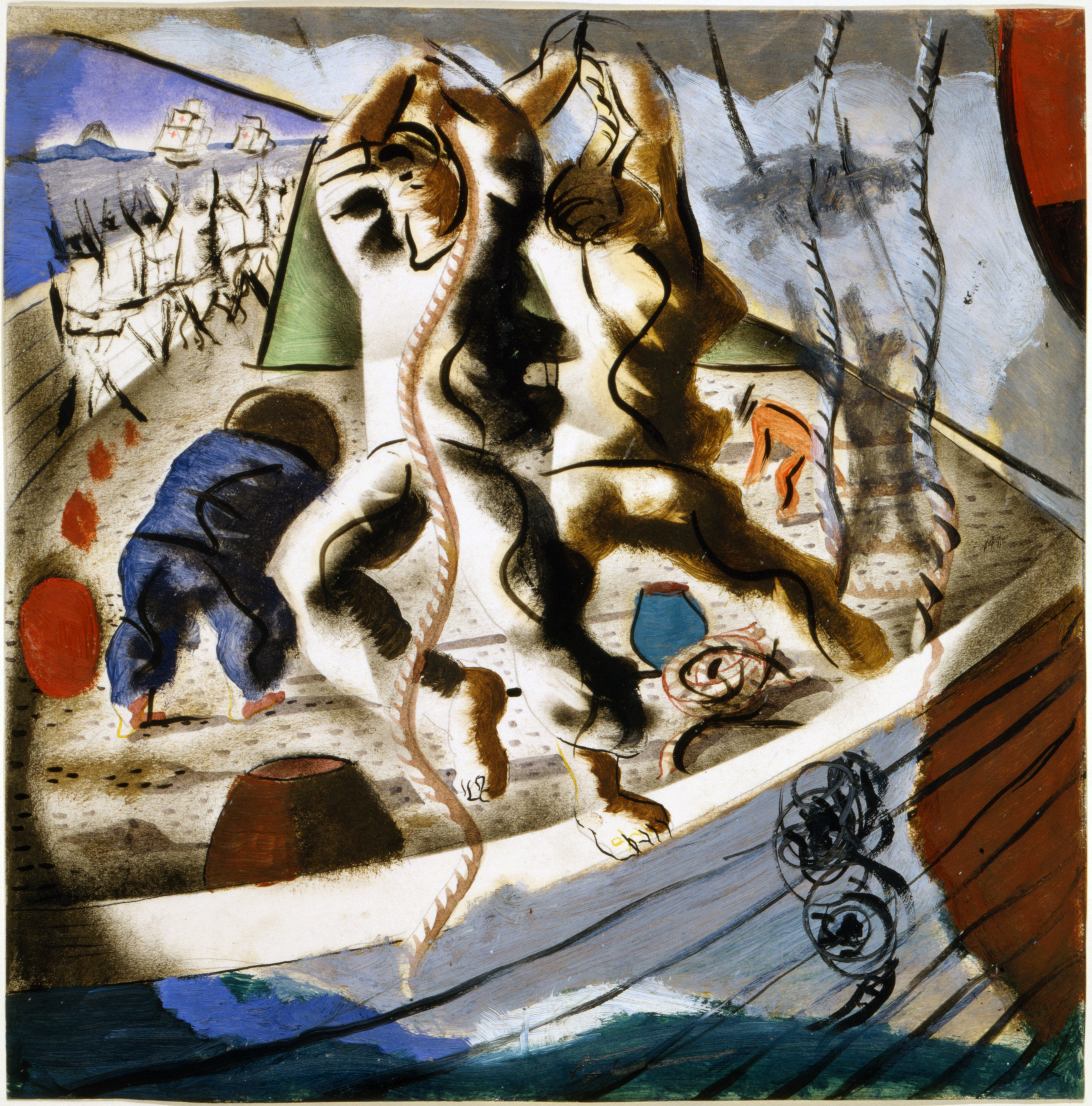
El descubrimiento de la tierra, 1941. Pintura mural de Portinari en el edificio de la Biblioteca do Congresso, Washington D. C.

No murió del todo la tradición académica inaugurada por Don Juan y sus franceses. Incluso después de la sumersión de la escuela nacional el la UFRJ, el modelo académico no dejó de existir –transformóse en la moderna universidad brasileña con sus cursos de arte. Ni siquiera el Modernismo y sus ofensas al sistema, ni las sucesivas vanguardias iconoclastas, consiguieron debilitar duraderamente el prestigio de que la enseñanza en una institución superior competente siempre disfrutó universalmente, así como aconteció en Europa, donde las antiguas academias consiguieron renovarse y adaptarse a las nuevas tendencias, y continuaron funcionando como importantes centros de aprendizaje artístico.
En el siglo XX la actividad de otras escuelas derivadas de este modelo en otros puntos del país, como Pernambuco, Bahía, São Paulo, Rio Grande do Sul fue, muchas veces, fundamental para la actualización o por lo menos para la organización de todo el sistema de arte de sus regiones, como fue el caso de la influencia del académico paulista Ado Malagoli en el Instituto de Artes de la UFRGS y junto al gobierno estatal gaucho, renovando la enseñanza artística en ambas instancias. Cândido Portinari fue otro ejemplo, un egresado de la Escuela Nacional que adoptó una vía intermedia entre vanguardia y tradición, manteniéndose accesible a las masas creando imágenes punzantes de atractivo inmediato, al mismo tiempo de gran riqueza plástica, con un estilo original y sólida artesanía, tornándose una de las personalidades artísticas de más basta influencia en el Brasil de mediados del siglo XX. Fue muy estimado por el gobierno federal, cuyo ambicioso discurso brasilianista encontró en los murales históricos del pintor y en lienzos icónicos como «Café» un vehículo adecuado. Además de que, incluso sin verse a sí mismo como un artista académico, siempre mantuvo un gran interés por las cuestiones sociales y pedagógicas, hizo varias gestiones junto al ministerio de educación y salud para que se estableciesen nuevas cátedras y se favoreciesen a las instituciones académicas, manteniéndose ligado a las universidades y al proyecto educativo federal de varias formas. Tal vez no por casualidad se sintió animado a pintar su propia versión de la escena «La primera misa en Brasil», un evento histórico nacional inmortalizado antes por las manos del académico Victor Meirelles Tanto Malagoli como Portinari ilustran en tiempos modernos el gran potencial de la vinculación entre poder público y arte, que puede producir resultados elocuentes cuando los esfuerzos e ideales se combinan y no se oponen, y existen agentes disciplinados, cultos y talentosos. Tal ligazón fue lo que nutrió el academicismo novecentista y siempre fue uno de los pilares del sistema pedagógico artístico superior desde su fundación en las academias de la vieja Italia siglos antes.
Hoy, la enseñanza artística brasileña, después de muchas oscilaciones e incertidumbres, de varias tentativas más o menos bien conseguidas de reforma a lo largo del siglo XX, que privilegiaban la espontaneidad y la emoción sobre la técnica y la reflexión, parece estar sólidamente establecida. Pero recuperóse plenamente la antigua noción académica de que el arte no es mero pasatiempo y diletantismo, sino un proceso constructivo de conocimiento, con una historia y un campo de estudio propios. La enorme producción reciente de literatura técnica y de investigaciones teóricas, y la proyección que muchos artistas nacionales formados en escuelas superiores han obtenido en el exterior, también prueban la vitalidad de las instituciones académicas brasileñas, en renovación constante hasta los días de hoy, y, en este sentido, mucho de la mejor y más innovadora y visionaria y, stricto sensu, y concedidas las diferencias inherentes a las épocas, es plenamente académica y directamente derivada del antiguo modelo francés.

## Galería adicional

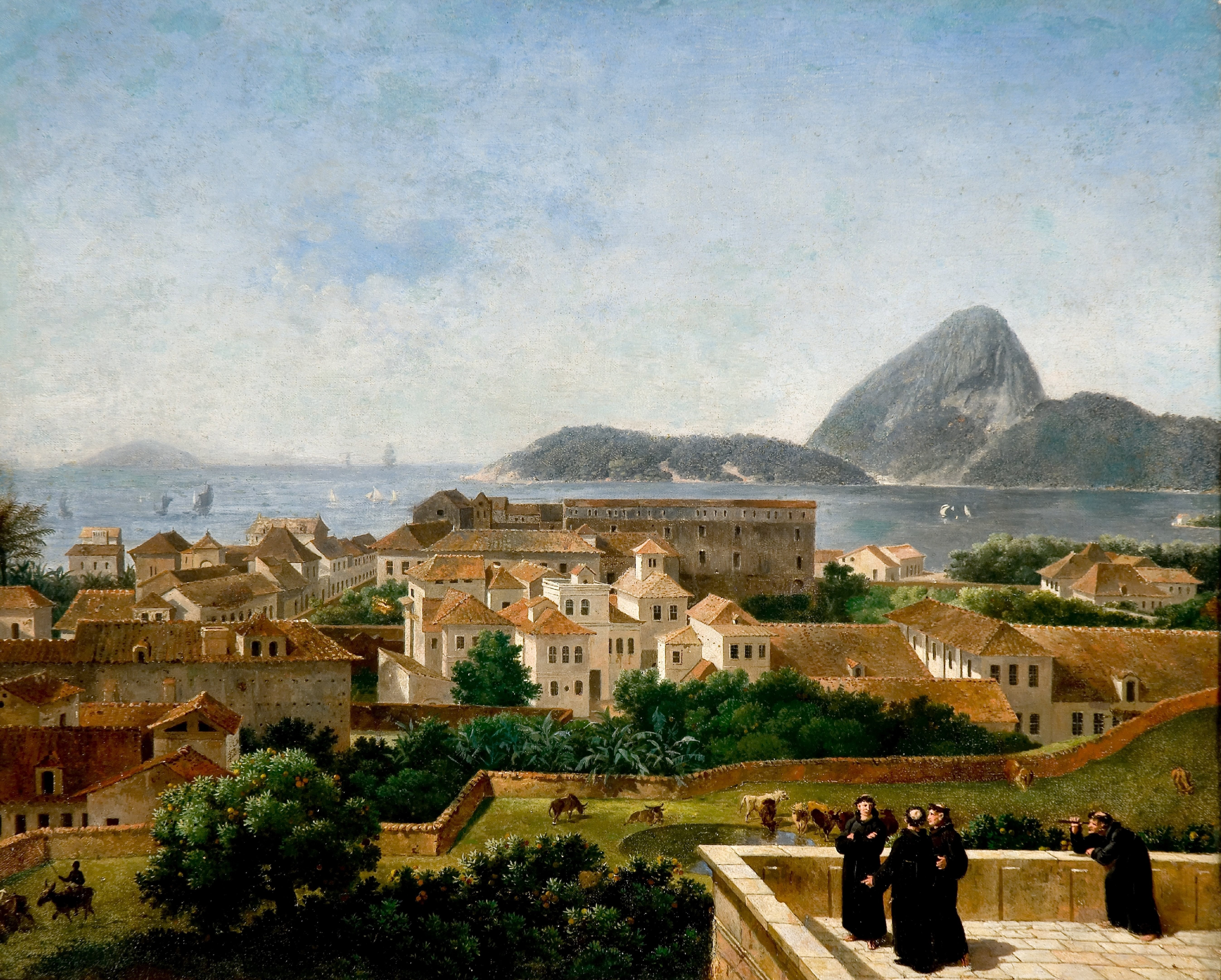
Nicolas Antoine Taunay: «Vista del Morro de San Antonio», 1816, MNBA
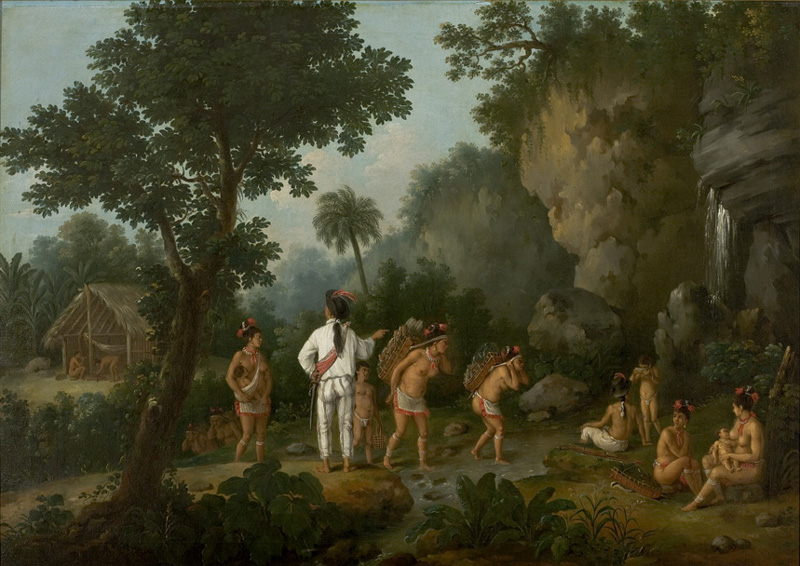
Jean-Baptiste Debret: «Caçador de escravos», c. 1820, MASP
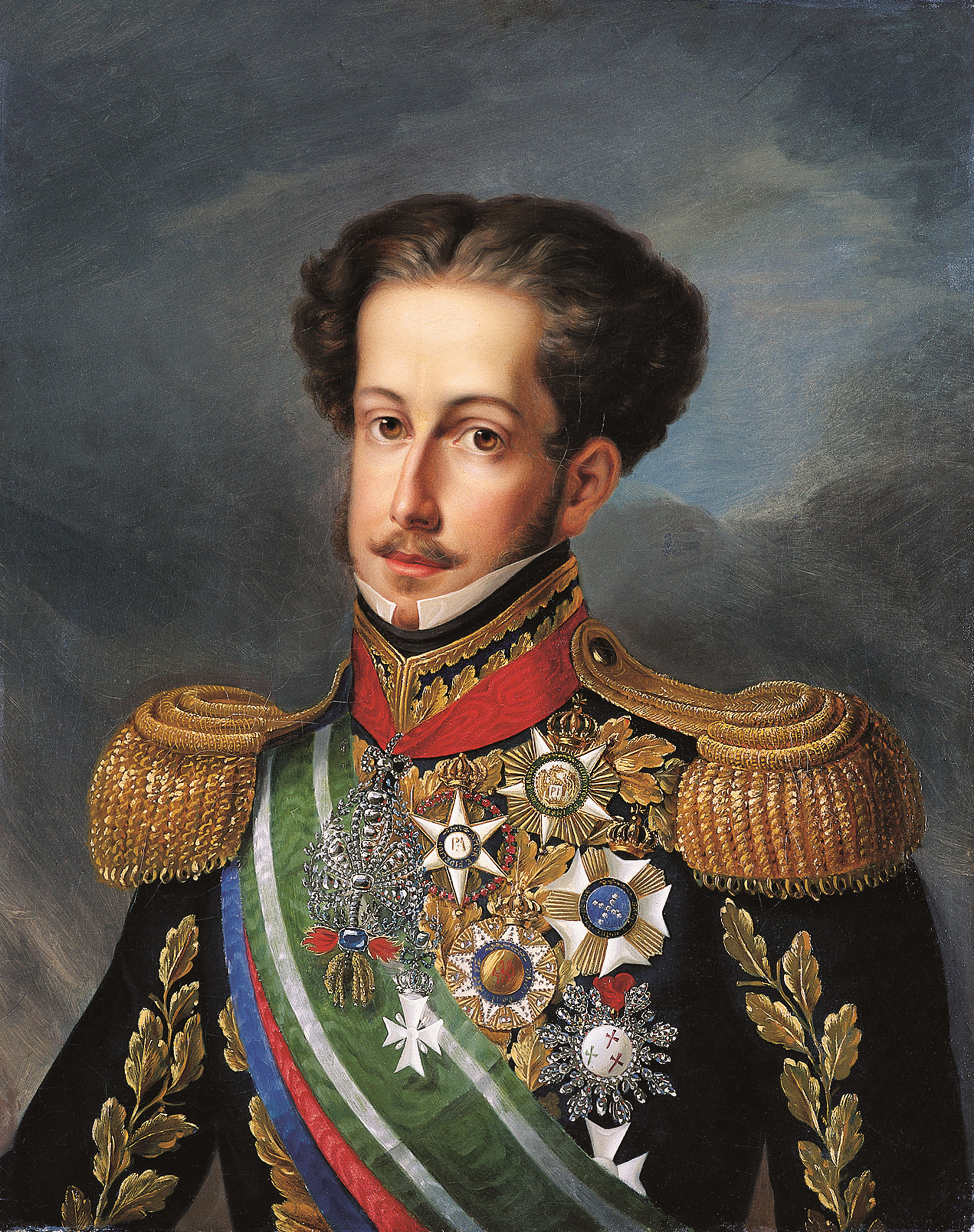
Simplício de Sá: «Último retrato oficial de D.Pedro I», 1830, Museu Imperial
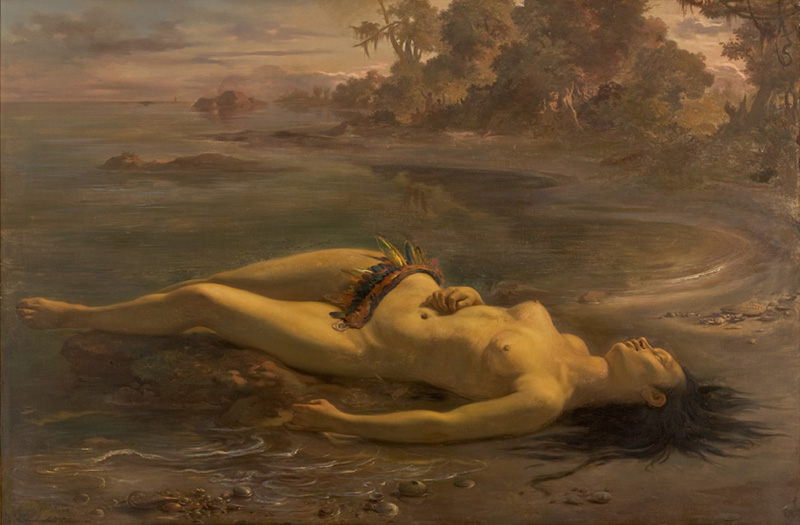
Victor Meirelles: «Moema», 1866, MASP

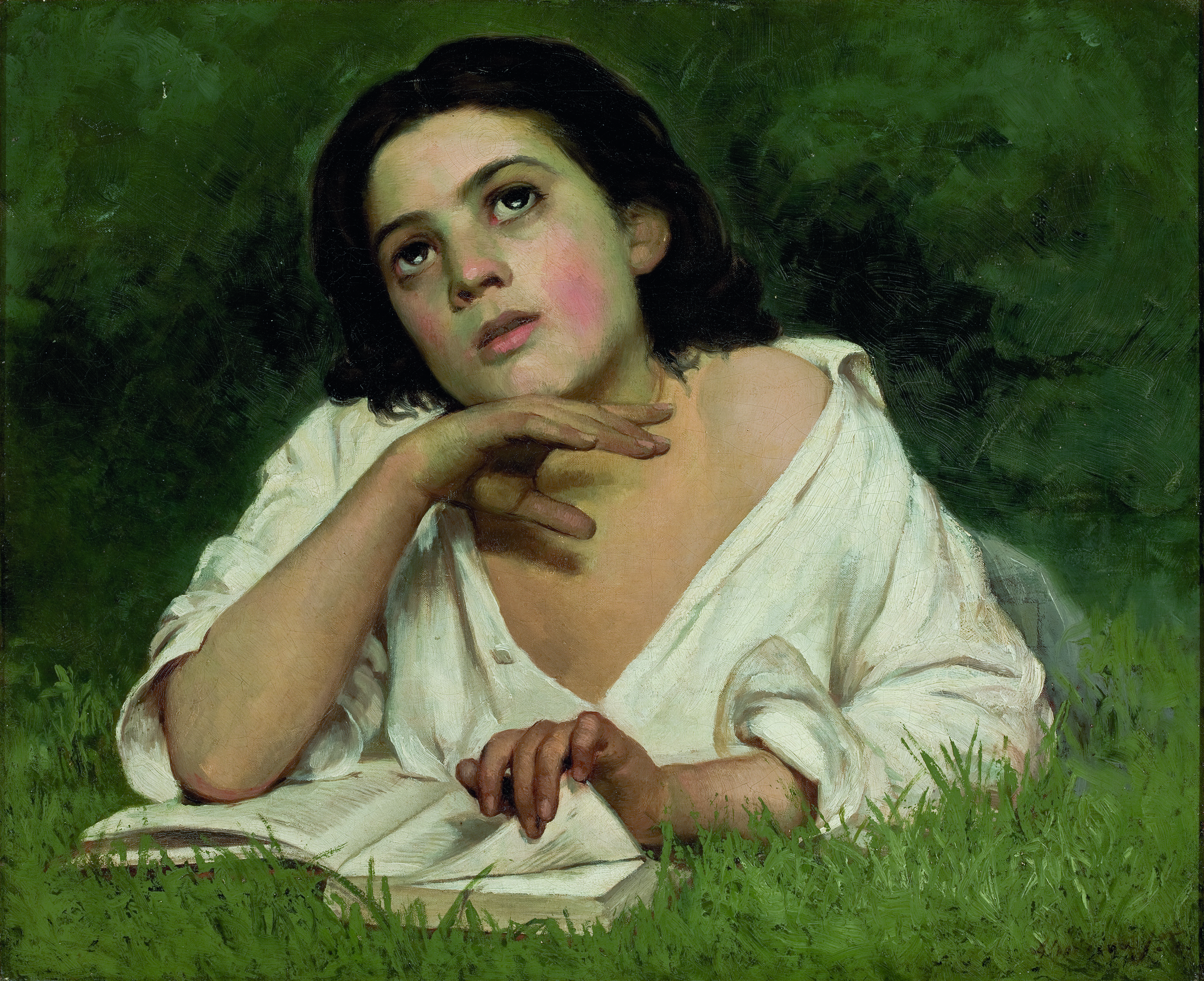
Almeida Júnior: «Moza con libro», MASP
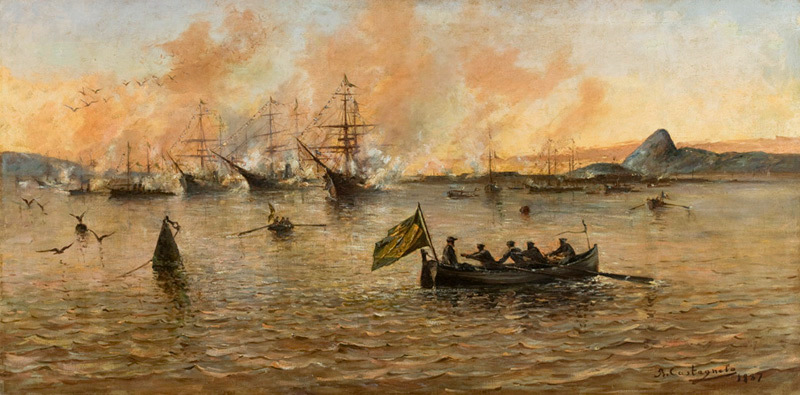
Giovanni Castagneto: «Una salva en el día de gran gala en la bahía de Río de Janeiro», 1887, MASP
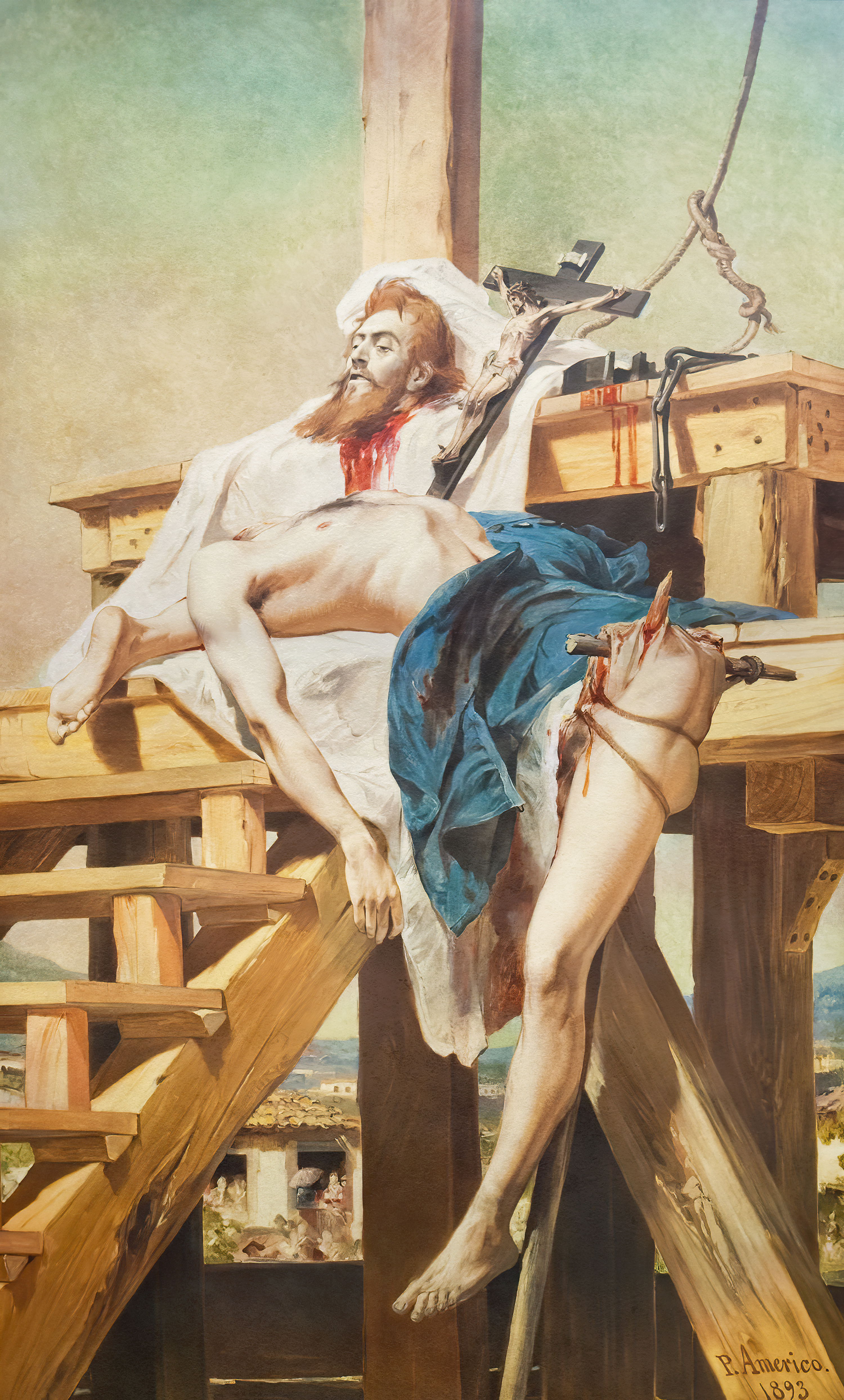
Pedro Américo: «Tiradentes esquartejado», 1893, Museu Mariano Procópio.
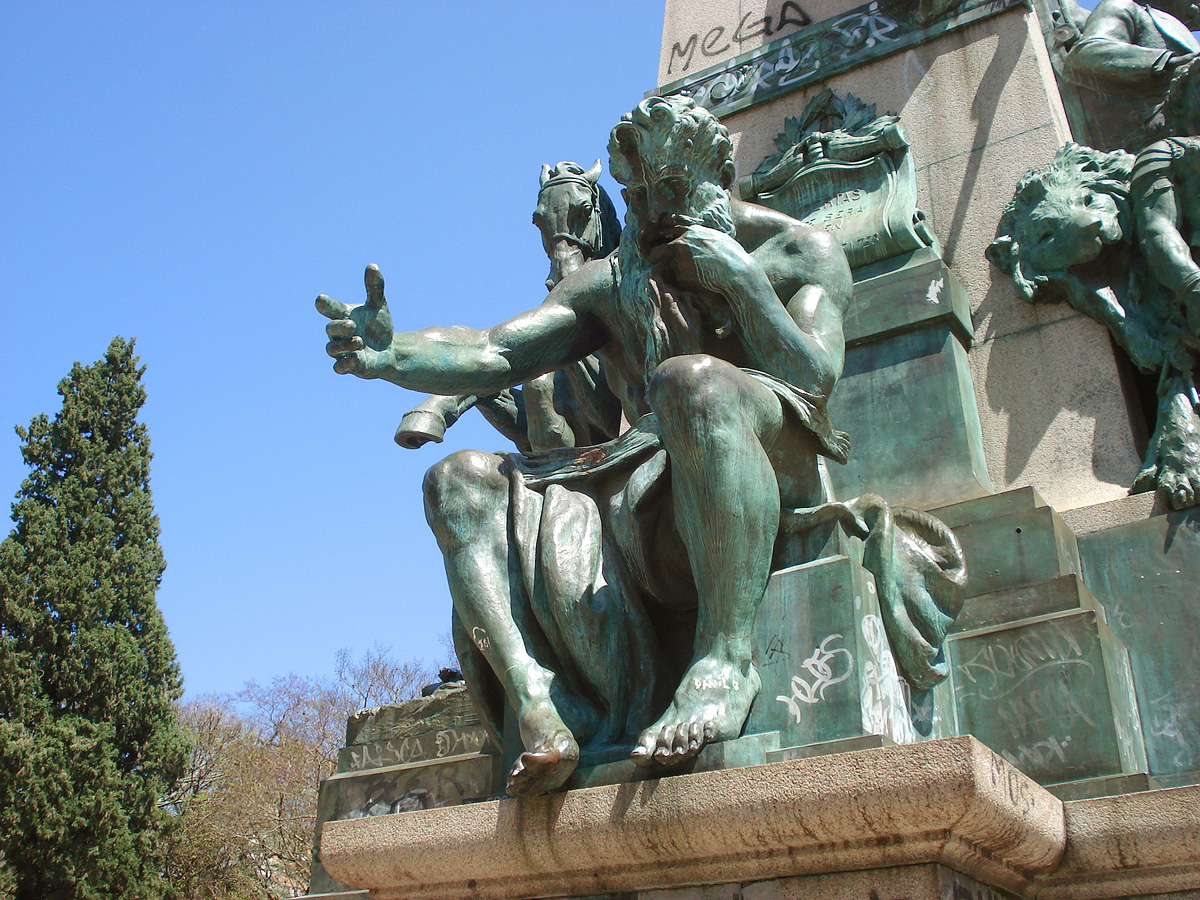
Décio Villares: «Monumento a Júlio de Castilhos», c. 1913, Porto Alegre.